# يافا
يافا أو يافة هي من أقدم وأهم مدن فلسطين التاريخية. تقع اليوم ضمن بلدية "تل أبيب - يافا" الإسرائيلية، على الساحل الشرقي للبحر الأبيض المتوسط - حسب التقسيم الإداري الإسرائيلي. وتبعد عن القدس بحوالي 55 كيلومتر إلى الغرب. كانت لفترة طويلة تحتل مكانة هامة بين المدن الفلسطينية الكبرى من حيث المساحة وعدد السكان والموقع الإستراتيجي، حتى تاريخ وقوع النكبة عام 1948، وتهجير معظم أهلها العرب. يسكنها اليوم قرابة 60,000 نسمة معظمهم من اليهود، وأقلية عربية من المسلمين والمسيحيين.
أسس الكنعانيون المدينة في الألف الرابع قبل الميلاد، وكانت منذ ذلك التاريخ مركزا تجاريا هاما للمنطقة، حيث بدأ ساحل فلسطين في تلك الفترة يشهد وجود السكان الذين بدت لهم رابية يافا موقعا جذّابًا، فازدهرت المدينة عبر العصور القديمة، كما كان في عهد الفراعنة الذين احتلوها وعهد الحكم الآشوري والبابلي والفارسي قبل الميلاد، وكانت صِلتها مع الحضارة اليونانية وثيقة، ثم دخلت في حكم الرومان والبيزنطيين وكان سكانها من أوائل من اعتنق المسيحية. ومن أهم الأحداث التي شهدتها المدينة نزول النبي يونس شواطئها في القرن الثامن قبل الميلاد ليركب منها سفينة قاصدًا ترشيش. ولما دخل الفتح الإسلامي إلى فلسطين فتح عمرو بن العاص يافا في نفس عام دخول عمر بن الخطاب القدس. ظلّت يافا تحتل هذه المكانة الهامة بين مدن فلسطين، وبقيت مركزا تجاريا رئيسيا ومرفأ لبيت المقدس ومرسى للحجاج. وفي الفترة العثمانية، وتحديدا عام 1885، تأسس في يافا أول مجلس بلدي.
تحتل مدينة يافا موقعًا طبيعيًّا متميزًا على الساحل الشرقي للبحر الأبيض المتوسط عند التقاء دائرة عرض 32.3ْ شمالًا وخط طول 34.17 شرقًا، وقد أسهمت العوامل الطبيعية في جعل هذا الموقع منيعًا يُشرف على طرق المواصلات والتجارة، وهي بذلك تعتبر إحدى البوابات الغربية الفلسطينية، حيث يتم عبرها اتصال فلسطين بدول حوض البحر المتوسط وأوروبا وأفريقيا. ويُعتبر ميناؤها أحد أقدم الموانئ في العالم، حيث كان يخدم السفن منذ أكثر من 4000 عام.
ولكن في 3 نوفمبر 1965 أغلق ميناء يافا أمام السفن الكبيرة، واستخدم ميناء أشدود بديلًا عنه، وما زال الميناء يستقبل سُفن الصيد الصغيرة والقوارب السياحية. يجري في أراضي يافا الشمالية نهر العوجا على بعد 7 كم، وتمتدّ على جانبي النّهر بساتين الحمضيات التي جعلت من هذه البقعة متنزّهًا محليًا لسكّان يافا، يؤمونه في عطل نهايات الأسبوع وفي المناسبات والأعياد.
كانت يافا قبل النكبة عاصمة فلسطين الثقافية، حيث احتوت على أهمّ الصحف الفلسطينية اليوميّة وعشرات المجلات ودور الطبع والنشر، إلى جانب احتوائها على أهم وأجمل دور السينما والمسارح والأندية الثقافية في فلسطين.
وتشكل المدينة اليوم أربع ضواح ثانوية لمدينة تل أبيب. تتكون المدينة من 12 حيًا يسكن العرب في ثلاثة منها. ومن أهم هذه الأحياء حي العجمي والمنشية وارشيد والنزهة والجبلية وهرميش.
في عام 1949 قررت الحكومة الإسرائيلية توحيد مدينتي يافا وتل أبيب من الناحية الإدارية، تحت اسم البلدية المشترك «بلدية تل أبيب - يافا»، بعد أن غيرت الكثير من معالمها وهدمت جزءً كبيرًا من أحيائها وقامت بتهويدها بعد أن احتلتها المنظمات اليهودية في 26 أبريل/نيسان 1948، في عملية أطلق عليها اسم «عملية درور».

## التسمية
احتفظت مدينة يافا بهذه التسمية «يافا» أو «يافة» منذ نشأتها مع بعض التحريف البسيط دون المساس بمدلول التسمية. والاسم الحالي «يافا» مُشتق من الاسم الكنعاني للمدينة «يافا» التي تعني الجميل أو المنظر الجميل. وتشير الأدلة التاريخية إلى أن جميع تسميات المدينة التي وردت في المصادر القديمة تعبر عن معنى «الجمال». هذا وإن بعض المؤرخين يذكرون أن اسم المدينة يُنسب إلى يافث، أحد الأبناء الثلاثة للنبي نوح، والذي قام بإنشاء المدينة بعد نهاية الطوفان. هذا وإن أقدم تسجيل لإسم يافا، جاء باللغة الهيروغليفية، من عهد تحتمس الثالث حيث ورد اسمها «يوبا» أو «يبو» حوالي منتصف الألف الثاني قبل الميلاد، ضمن البلاد الآسيوية التي كانت تحت سيطرة دولة الفراعنة، وتكرر الاسم بعد ذلك في بردية مصرية أيضًا ذات صفة جغرافية تعرف ببردية «أنستازي الأول»، وهي مؤرخة في القرن الثالث عشر قبل الميلاد، وقد أشارت تلك البردية إلى جمال مدينة يافا الفتان بوصف شاعري جميل يلفت الأنظار.
ثم جاء اسم يافا ضمن المدن التي استولى عليها سنحاريب ملك آشور في حملته عام 701 قبل الميلاد على النحو التالي: «يا – اب – بو» وورد اسمها في نقش (لاشمونازار) أمير صيدا، يعود إلى القرن الخامس قبل الميلاد، على النحو التالي: «جوهو»، حيث أشار فيه إلى أن ملك الفرس قد منحه «يافا» ومدينة «دور» مكافأة له على أعماله الجليلة. أما في العهد الهلنستي، فقد ورد الاسم «يوبا»، وذكرت بعض الأساطير اليونانية القديمة أن هذه التسمية «يوبا» مشتقة من «يوبي» بنت إله الريح عند الرومان. كما جاء اسم يافا في بردية «زينون»، التي تنسب إلى موظف الخزانة المصرية الذي ذكر أنه زارها في الفترة ما بين (259-258 ق.م) أثناء حكم بطليموس الثاني. وورد اسمها أكثر من مرة في التوراة تحت اسم «يافو».
وعندما استولى عليها جودفري أثناء الحملة الصليبية الأولى، قام بتحصينها وعمل على صبغها بالصبغة الإفرنجية، وأطلق عليها اسم «جاهي»، وسلم أمرها إلى «طنكرد-تنكرد» أحد رجاله. ووردت يافا في بعض كتب التاريخ والجغرافية العربية في العصور العربية الإسلامية تحت اسم «يافا» أو «يافة» أي الاسم الحالي. وتعرف المدينة الحديثة باسم «يافا» ويطلق أهل يافا على المدينة القديمة اسم «البلدة القديمة» أو «القلعة». بقيت المدينة حتى عام النكبة 1948 م، تحتفظ باسمها ومدلولها «عروس فلسطين» حيث تكثر بها وحولها الحدائق، وتحيط بها أشجار البرتقال «اليافاوي» أو «الشموطي» ذي الشهرة العالمية، والذي كان يُصدر إلى الخارج منذ القرن التاسع للميلاد أو ما قبله.

## تاريخ

### العصور البرونزية
لم تمد الاكتشافات الأثرية التي أجريت في مدينة يافا العلماء حتى الآن، بالأدلة المباشرة الكافية للتعرف على جميع المجالات الحضارية للمدينة في العهد الكنعاني، إلا أنه من الممكن التعرف على بعض الجوانب الحضارية للمدينة من خلال الآثار والمخطوطات التي عثر عليها سواء في المدينة، أم في المدن الفلسطينية الأخرى، أم في الأقطار العربية المجاورة ذات العلاقات المباشرة وغير المباشرة مع مدينة «يافا» وبخاصة في مصر، وسوريا، ولبنان، والأردن.
وتبين من الأدلة الأثرية المختلفة التي عثر عليها في مواقع متعددة من المدينة وضواحيها، وجود مخلفات تعود إلى عصور البرونز، وتمتد إلى الفتح العربي الإسلامي، على الرغم من تعرض المدينة للعديد من النكبات في مسيرتها الحضارية التي ابتدأتها منذ خمسة آلاف سنة تقريبًا. وتشير تلك المصادر إلى أن يافا من أقدم المدن التي أقامها الكنعانيون في فلسطين، وكان لها أهمية بارزة كميناء هام على البحر المتوسط، ومُلتقى الطرق القديمة عبر السهل الساحلي.

### عصر الحديد
ويمتد من 1000 ق.م - 332 ق.م. تتميز هذه الفترة في فلسطين باتساع العلاقات الدولية والتداخلات السياسية التي حتمت على سكان فلسطين الكنعانيين أن يكافحوا بكل قوة للحفاظ على كيانهم السياسي والاجتماعي، ضد القوى الكبرى المجاورة المتمثلة بالمصريين، والآشوريين، ثم الغزوات الخارجية المتمثلة بالغزو الفلسطيني «الإيجي»، القادم من جزر بحر إيجة، الذي حاول أن يمد سيطرته على المزيد من المناطق الفلسطينية بعد استيلائه على القسم الجنوبي من الساحل، ما بين يافا إلى غزة، ثم الغزو اليهودي القادم عبر نهر الأردن، ومحاولاته المستمرة في تثبيت أقدامه على أرض فلسطين، وقد ترتب على ذلك كله اتساع مجالات الصراع على الساحة الفلسطينية بين الكنعانيين من جهة، وبين كل من الفلسطينيين واليهود من جهة أخرى، ثم الصراع بين الغزاة الفلسطينيين «الإيجيين» واليهود وسط تعاظم النفوذ الخارجي للدول الكبرى المجاورة.

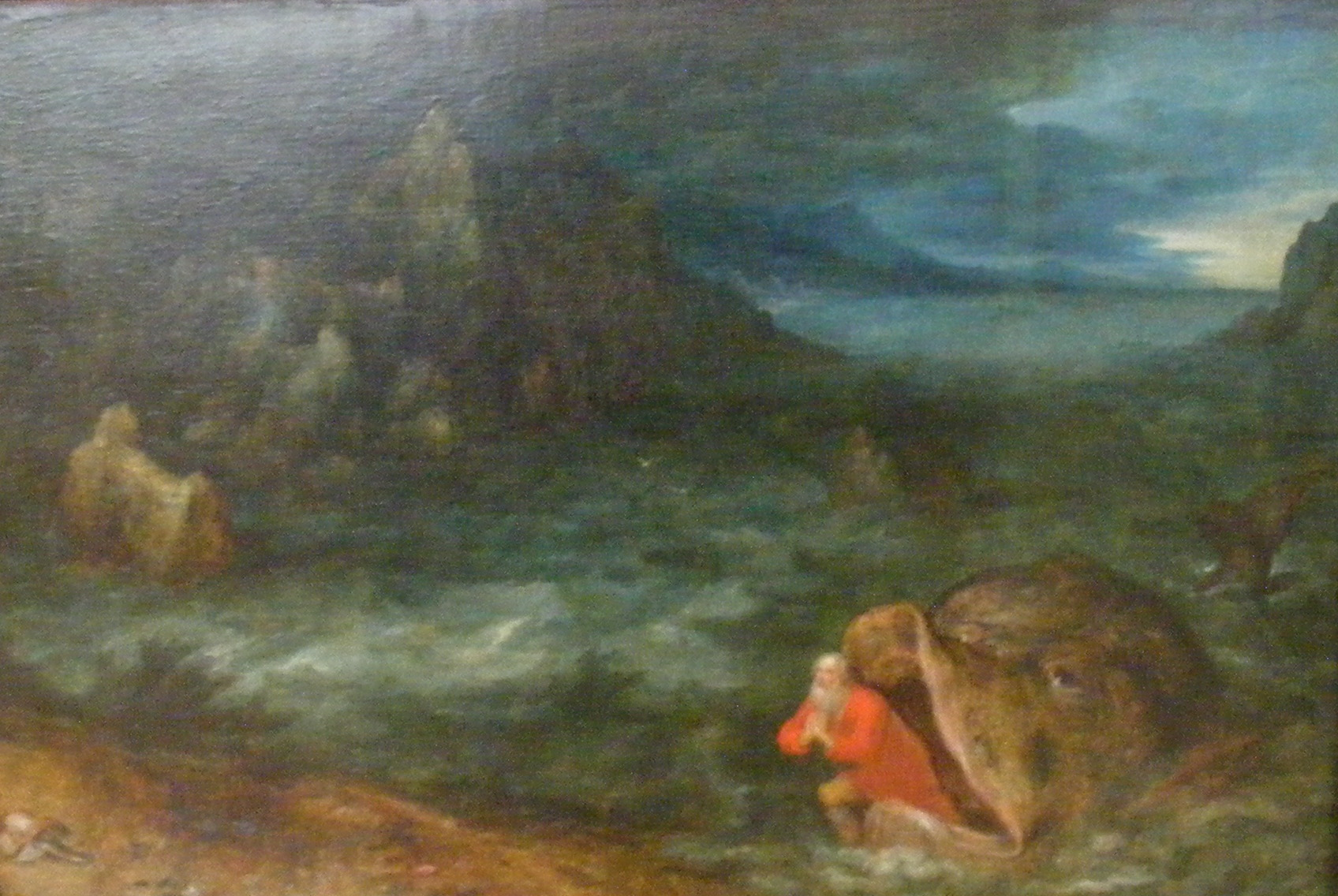
رسم تخيلي للنبي يونس وقد قذفه الحوت على شاطئ فلسطين بالقرب من يافا.

نزل يافا عام 825 ق.م النبي يونس ليركب منها سفينة قاصدًا ترشيش، وعندما قذفه الحوت نزل على الشاطئ الفلسطيني عند النبي يونس قرب إسدود، أو عند تل يونس، بين روبين ويافا.
وفي خضم هذا الصراع كان الساحل الفلسطيني من شمال يافا إلى عكا تابعًا للنفوذ الفينيقي، أما منطقة الساحل من يافا إلى حدود مصر، فقد كان لها وضع خاص التفت حوله مصالح جميع الأطراف المتصارعة، فالأدلة تشير إلى أن هذه المنطقة كانت تتمتع بنوع من الاستقلال الذاتي من خلال التعايش بين الكنعانيين والعناصر الفلسطينية «الإيجية» التي استقرت في المنطقة، مع الاعتراف بالنفوذ المصري الذي كان يركز على الاحتفاظ بحرية الملاحة التجارية والبحرية في موانئ يافا، وعسقلان، وغزة، فاحتفظ المصريون بمركز إداري رئيس لهم في غزة، وبمركز آخر أقل أهمية في يافا، كما كانت لهم حاميات في يافا وفي أماكن أخرى في فلسطين.

### الحضارة الهلينستية
وتمتد من 332 ق.م - 63 ق.م. انتهى الحكم الفارسي لفلسطين عام 331 ق.م، بعد أن هزم اليونانيون الإغريق بقيادة الإسكندر المقدوني (356 -323 ق.م) فدخلت فلسطين في العصر الهلينستية، الذي امتد حتى عام 324 م، عندما انتقلت مقاليد الأمور بفلسطين إلى البيزنطيين. الحضارة الهلينستية هي مزيج بين الحضارات الشرقية واليونانية وكانت مدينة الإسكندرية مركزًا لها، وقد كان الإسكندر هو صاحب فكرة دمج الحضارات في حضارة واحدة. وقد عرف قاموس المصطلحات المصري الهيلينسي أسلوب من الفن اليوناني أو المعماري أثناء الفترة من موت الإسكندر الأكبر عام 323 ق.م. حتى ارتقاء أغسطس كقيصر عام 27 قبل الميلاد. وتشير الأدلة إلى أن مدينة يافا قد حظيت باهتمام خاص في العصر الهيلنستي حيث اهتم بها اليونانيون كمدينة ومرفأ هام على الساحل الشرقي للبحر المتوسط، تمثل قاعدة هامة بين بلادهم وفلسطين، في فترات تميزت بالاتصال الدولي والنشاط التجاري بين بلاد الشام والأقطار العربية المجاورة، وبلاد اليونان، وجزر البحر المتوسط.

### العصر الروماني

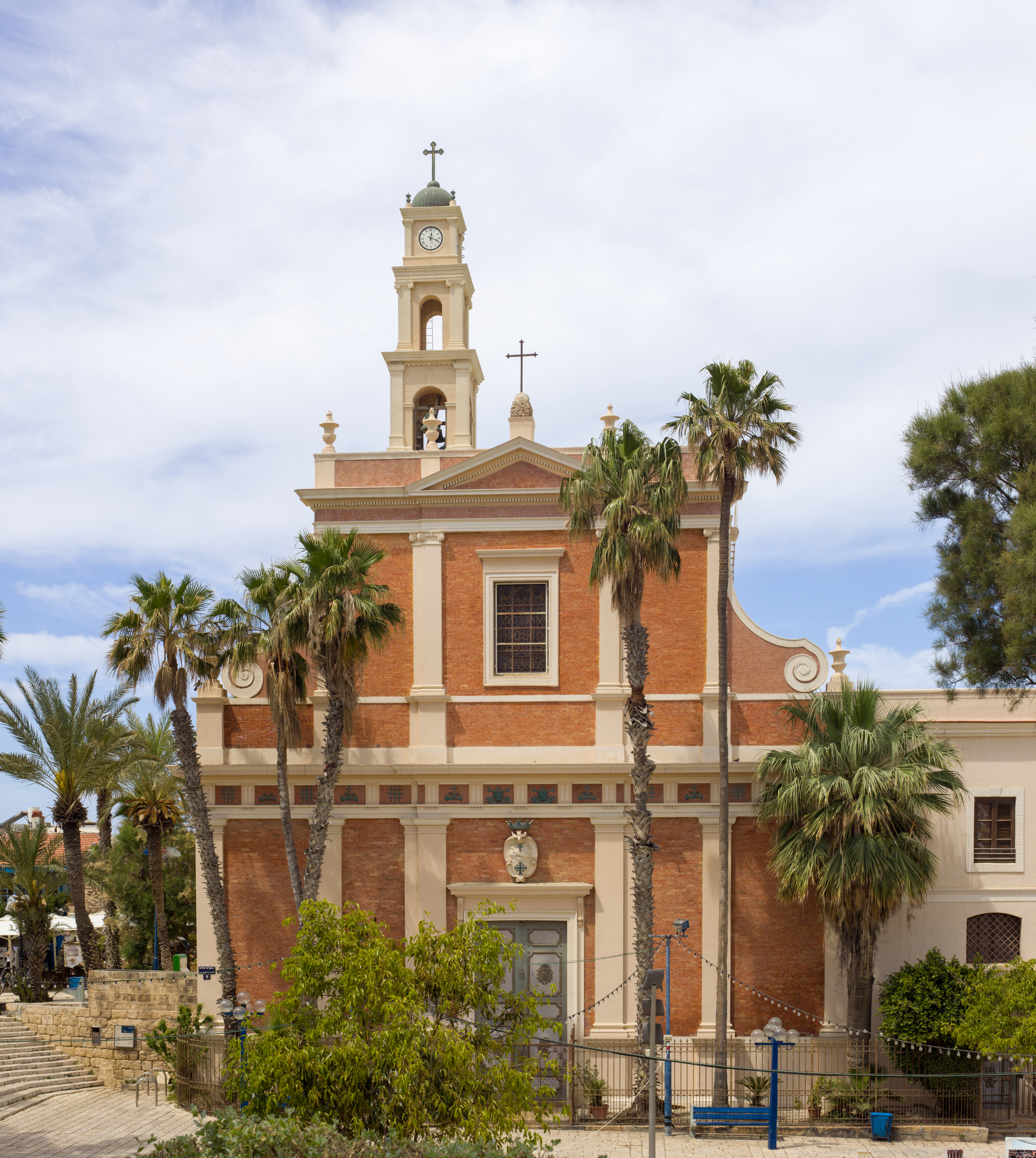
كنيسة القديس بطرس في يافا.

ويمتد من 63 ق.م - 324 م. في نهاية العصر الهيلنستي ظهرت روما كدولة قوية في غرب البحر المتوسط، وأخذت تتطلع لحل مكان الممالك الهيلينية في شرق البحر المتوسط، فانتهز قادة روما فرصة وجود الاضطراب والتنافس بين الحكام، وأرسلوا حملة بقيادة «بومبي بومبيوس» الذي استطاع احتلال فلسطين، فسقطت مدينة يافا تحت الحكم الروماني عام 63 ق.م. والذي استمر إلى نحو 324م، وقد لقيت يافا خلال حكم الرومان الكثير من المشاكل، فتعرضت للحرق والتدمير، أكثر من مرة، بسبب كثرة الحروب والمنازعات بين القادة أحيانًا، وبين السلطات الحاكمة والعصابات اليهودية التي كانت تثور ضد بعض الحكام أو تتعاون مع أحد الحكام ضد الآخرين، أحيانًا أخرى. وكانت هذه المحاولات تقاوم في أغلب الأحيان بكل عنف، فعندما اختلف «بومبيوس» مع يوليوس قيصر، استغل اليهود الفرصة، وتعاونوا مع يوليوس في غزوه لمصر، فسمح لهم بالإقامة في يافا مع التمتع بنوع من السيادة. وعندما تمردوا على الحكم عام 39 ق.م. في عهد «أنطونيوس»، أرسل القائد الروماني «سوسيوس» (Sosius) جيشًا بقيادة «هيروز» لتأديبهم، واستطاع إعادة السيطرة الكاملة على المدن المضطربة وبخاصة يافا، والخليل، ومسادا (مسعدة) ثم القدس عام 37 ق.م.
وقد عاد للمدينة استقرارها وأهميتها، عندما استطاعت «كليوباترا» ملكة مصر في ذلك الوقت احتلال الساحل الفلسطيني وإبعاد هيرودوس، حيث بقي الساحل الفلسطيني، ومن ضمنه مدينة يافا تابعًا لحكم «كليوباترا» حتى نهاية حكمها عام 30 قبل الميلاد.
وفي نهاية عهد أغسطس قيصر (27 ق.م. -14م.) ضم الرومان مدينة يافا إلى سلطة «هيرودوس الكبير»، إلا أن سكان المدينة قاوموه بشدة، فانشأ ميناءً جديدًا في قيسارية (63 كم شمال يافا)، مما أثر تأثيرًا كبيرًا على مكانة يافا وتجارتها، ولم يمض وقت طويل حتى عادت المدينة ثانية لسيطرة هيرودوس، ثم لسلطة ابنه «أركيلوس» في حكم المدينة من بعده حتى عام 6 ق.م. عندما ألحقت فلسطين بروما، وأصبحت «ولاية رومانية».

### العهد البيزنطي
ويمتد من 324 م - 636 م. دخلت يافا في حوزة البيزنطيين في الربع الأول من القرن الرابع الميلادي، في عهد الإمبراطور قسطنطين الأول (324 - 337 م) الذي اعتنق المسيحية وجعلها دين الدولة الرسمي. وقد شهدت فلسطين عامة أهمية خاصة في هذا العصر لكونها مهد المسيحية. وقد احتلت يافا مركزًا مرموقًا في العهد البيزنطي، إذ كانت الميناء الرئيس لاستقبال الحجاج المسيحيين القادمين لزيارة الأرض المقدسة.

### العصر العربي الإسلامي

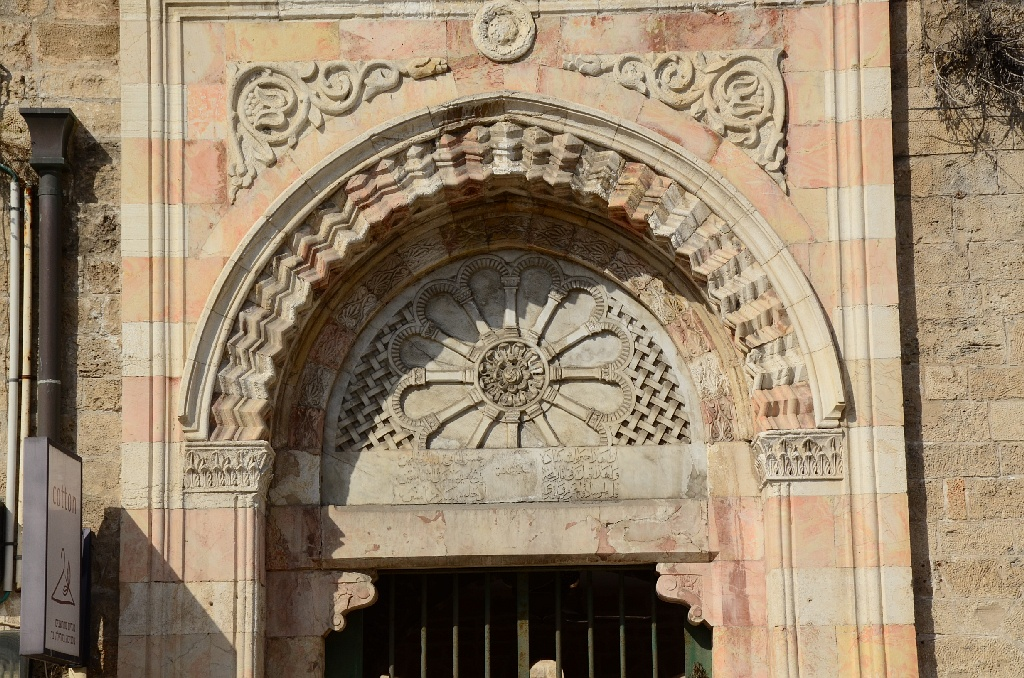
العمارة الإسلامية في يافا.

ويمتد من 15 هـ - 1367 هـ / 636م - 1948 م. يتميز العصر العربي الإسلامي في مدينة يافا خاصة، وفي فلسطين عامة، بمميزات هامة تجعله مختلفًا تمامًا عن العصور السابقة، سواء منها البيزنطية، أم الهيلنستية، أم الفارسية، أم غيرها. فالفتح العربي الإسلامي لفلسطين لم يكن من أجل التوسع أو نشر النفوذ، أو إقامة الإمبراطوريات، إنما بدوافع دينية لنشر دين الله، وتخليص الشعوب المغلوبة على أمرها، ويبدو ذلك بكل وضوح في عدم تعرض مدن فلسطين إلى أي تدمير عند فتحها. فلقد استطاعت الموجة العربية الإسلامية القادمة من الجزيرة العربية، في القرن السابع الميلادي تحرير بني قومها من سيطرة البيزنطيين، ومن ثم تعزيز الوجود العربي فيها، ورفده بدماء عربية جديدة، حيث سبقتها الموجات العربية القديمة، من أنباط حوالي 500 ق.م. وآراميين حوالي 1500 ق. م. وأموريين، وكنعانيين حوالي 3000 ق.م.
وكانت القبائل العربية المختلفة وفي مقدمتها طائفة من لخم يخالطها أفراد من كنانة قد نزلت يافا. وظلت الروابط العرقية والاجتماعية والثقافية والتجارية تتجدد بين فلسطين والجزيرة العربية الأم؛ وعندما بدأ الفتح العربي الإسلامي، تضامن عرب فلسطين والشام مع إخوانهم العرب المسلمين، للتخلص من حكم الرومان الأجنبي واضطهاده لهم.
لقد أصبحت فلسطين بعد الفتح العربي الإسلامي إقليمًا من أقاليم الدولة الإسلامية، ونعمت في ظلها بعصر من الاستقرار لم تعرفه من قبل، فاستراحت من الحروب التي كانت تجعل أرضها ساحة للمعارك.

### العهد العثماني

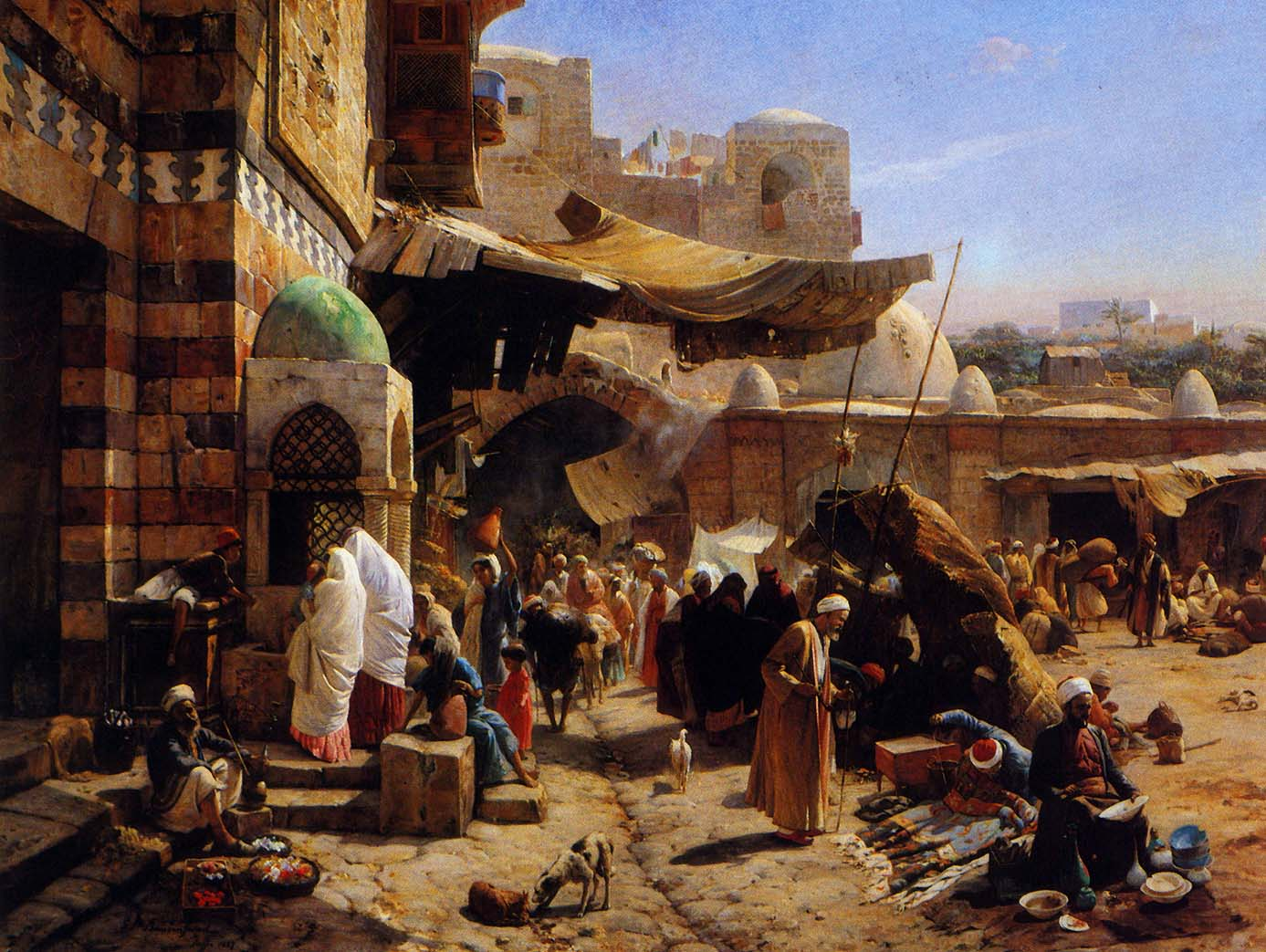
أسواق مدينة يافا في العهد العثماني.

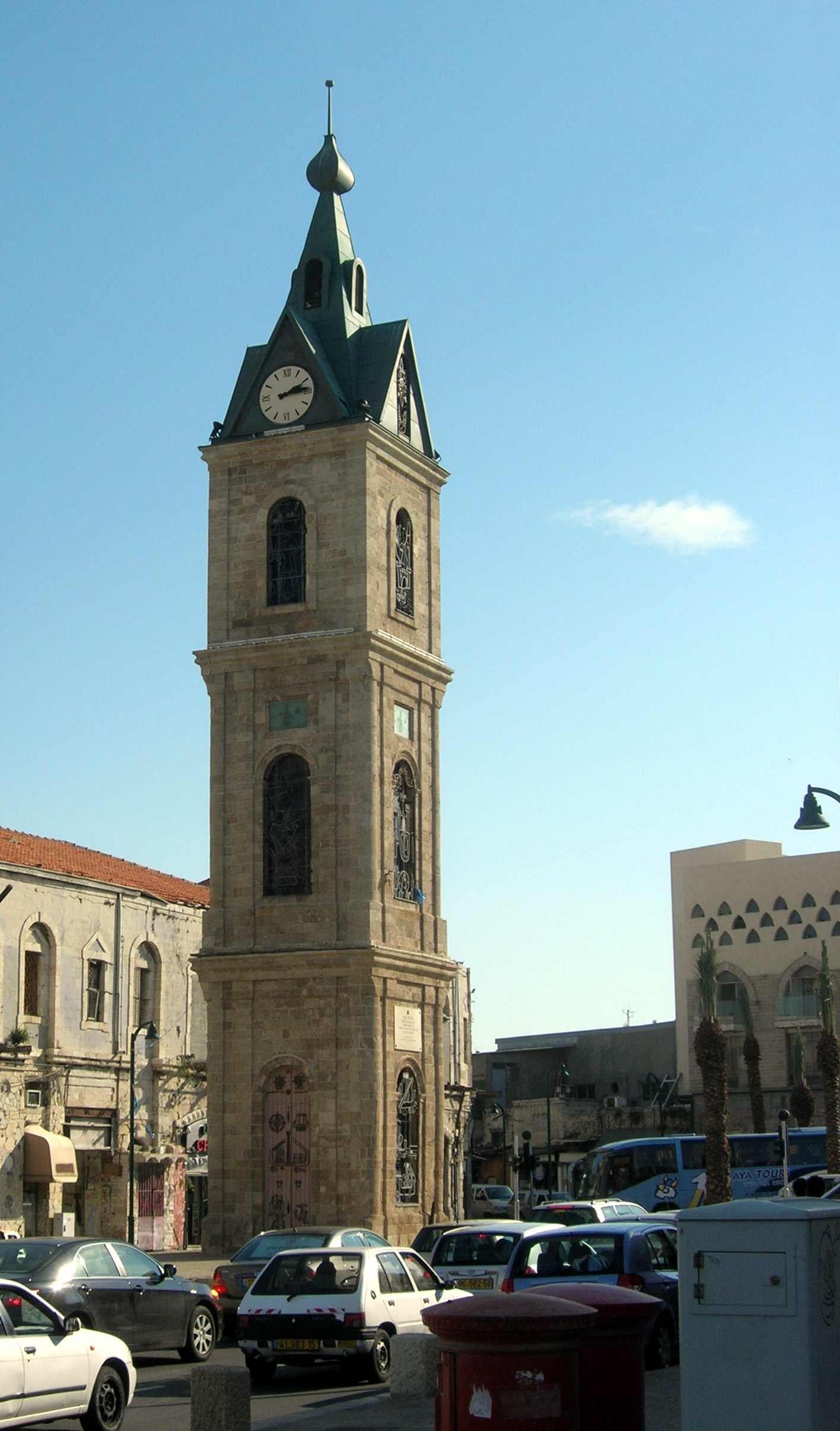
برج ساعة السلطان عبد الحميد الثاني في يافا.

بعد انهيار الحكم المملوكي، دخلت كل من مصر وبلاد الشام، بما فيها فلسطين في عهد الدولة العثمانية. وفي مطلع ذي القعدة عام 922 هـ، كانون الأول، (ديسمبر) 1517 م استسلمت المدن الرئيسية في فلسطين، ومنها يافا، والقدس، وصفد، ونابلس للدولة العثمانية دون مقاومة.
كما امتد السلطان العثماني إلى جميع أقطار الوطن العربي. ومن الجدير بالذكر أن العرب كانوا يعتبرون الدولة العثمانية امتدادًا للدولة الإسلامية التي ورثت الخلافة الإسلامية، وقضت على الدولة البيزنطية. ومن مميزات العهد العثماني أنه أبقى على وحدة الأقطار العربية، وعلى العلاقات الطبيعية بينها، إذ تشير الأدلة إلى وجود علاقات تجارية وثقافية وثيقة بين مصر وبلاد الشام عامة، ومصر وفلسطين خاصة، حيث وجد في مصر حرفيون فلسطينيون ينتمون إلى جميع المناطق الفلسطينية، منهم اليافي، والغزي، والنابلسي، والخليلي، وغيرهم. ولقد ترك العثمانيون الكثير من المعالم التاريخية مثل السرايا ومحطة القطارات وساعة السلطان عبد الحميد والكثير من المساجد والكنائس.

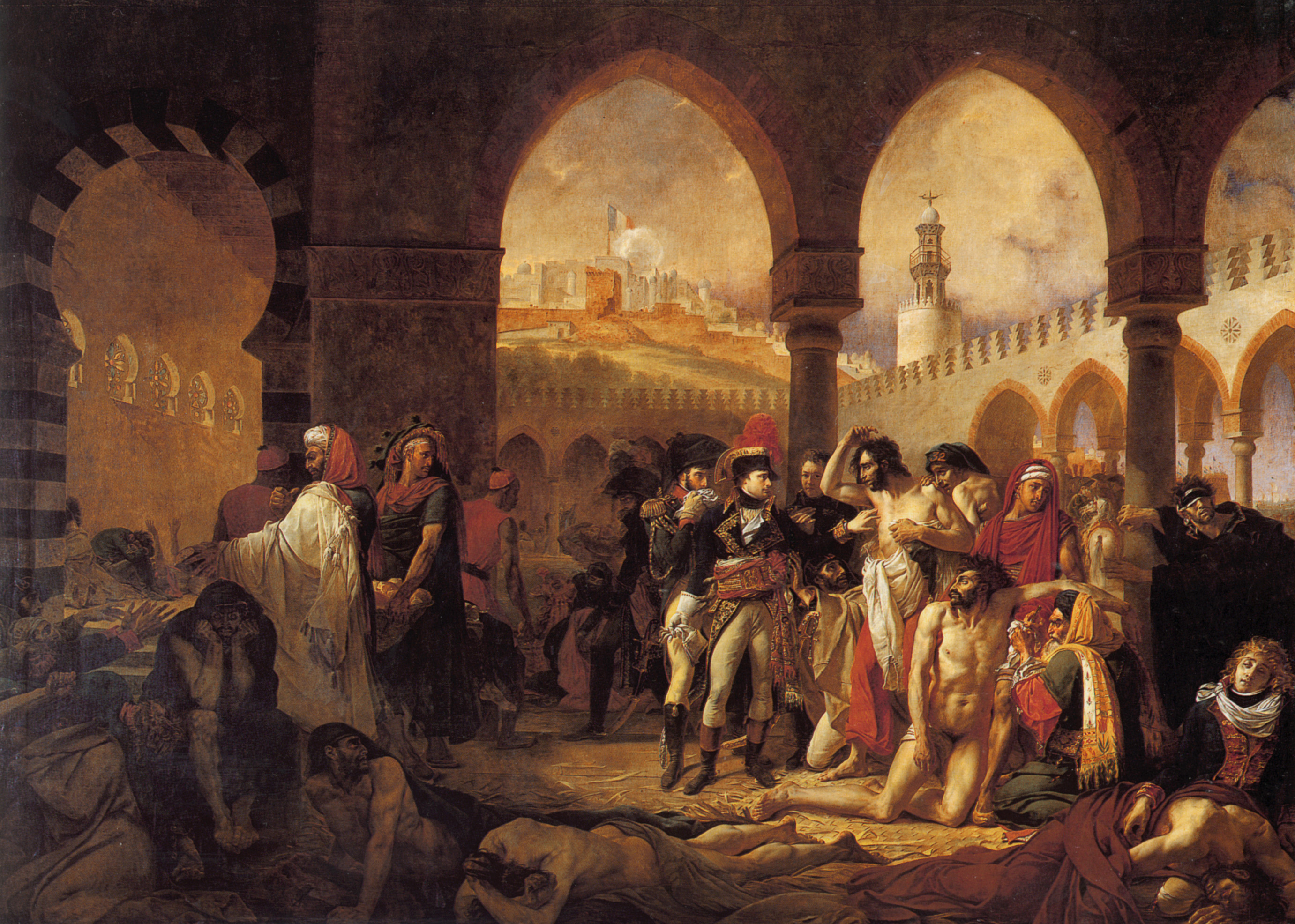
لوحة تؤرخ دخول نابليون بونابرت إلى يافا بعد محاصرتها عام 1799، معروضة في متحف اللوفر.

بعد احتلال نابليون بونابرت لمصر في القرن الثامن عشر، وبعد تحطيم إسطوله في معركة أبو قير البحرية قرر نابليون غزو مدن الشام حتى يقضي على سبل إمداد القوات الإنجليزية. فحدثت معركة حربية بين القوات الفرنسية بقيادته وبين القوات العثمانية في يافا بقيادة أحمد باشا الجزار بعد أن فرض الفرنسيون حصارا على المدينة. استمر الحصار لمدة 4 أيام في مارس 1799، وكانت مدينة يافا تمتاز بالأسوار العالية الحصينة إضافة إلى وجود قوات المدفعية تقدر بحوالي 1200 جندي. ورغم قوة تحصينها إلا أن نابليون قرر الاستيلاء عليها أولا حتى يستطيع غزو باقي مدن الشام نظرا لموقعها الاستراتيجي ولأنها أيضا تطل على البحر.
قام نابليون بإرسال رسله إلى حاكم يافا العثماني عبد الله بك وآمره بالاستسلام. كان حاكم يافا يري الموقف صعبا.
فرغم تحصينات المدينة إلا أن الحامية الموجودة بالمدينة صغيرة ولا تستطيع الصمود طويلا أمام جيش نابليون، كما أن الإمدادات العثمانية قد تتأخر وإذا استمر الحصار سيؤدي حتما إلى انهيار أسوار المدينة وسقوطها وقتل كل من فيها. 

لهذا عرض على نابليون الاستسلام وتسليم المدينة مقابل المحافظة على أرواح سكان المدينة والجنود. ووافق نابليون على هذه الشروط واستسلمت مدينة يافا. وبعد استسلامها نقض نابليون وعوده إلى حاكم يافا وقام الجنود الفرنسيون بأعمال قتل واغتصاب في سكان المدينة وقام أيضا باعدام حاكم مدينة يافا.

### الانتداب البريطاني

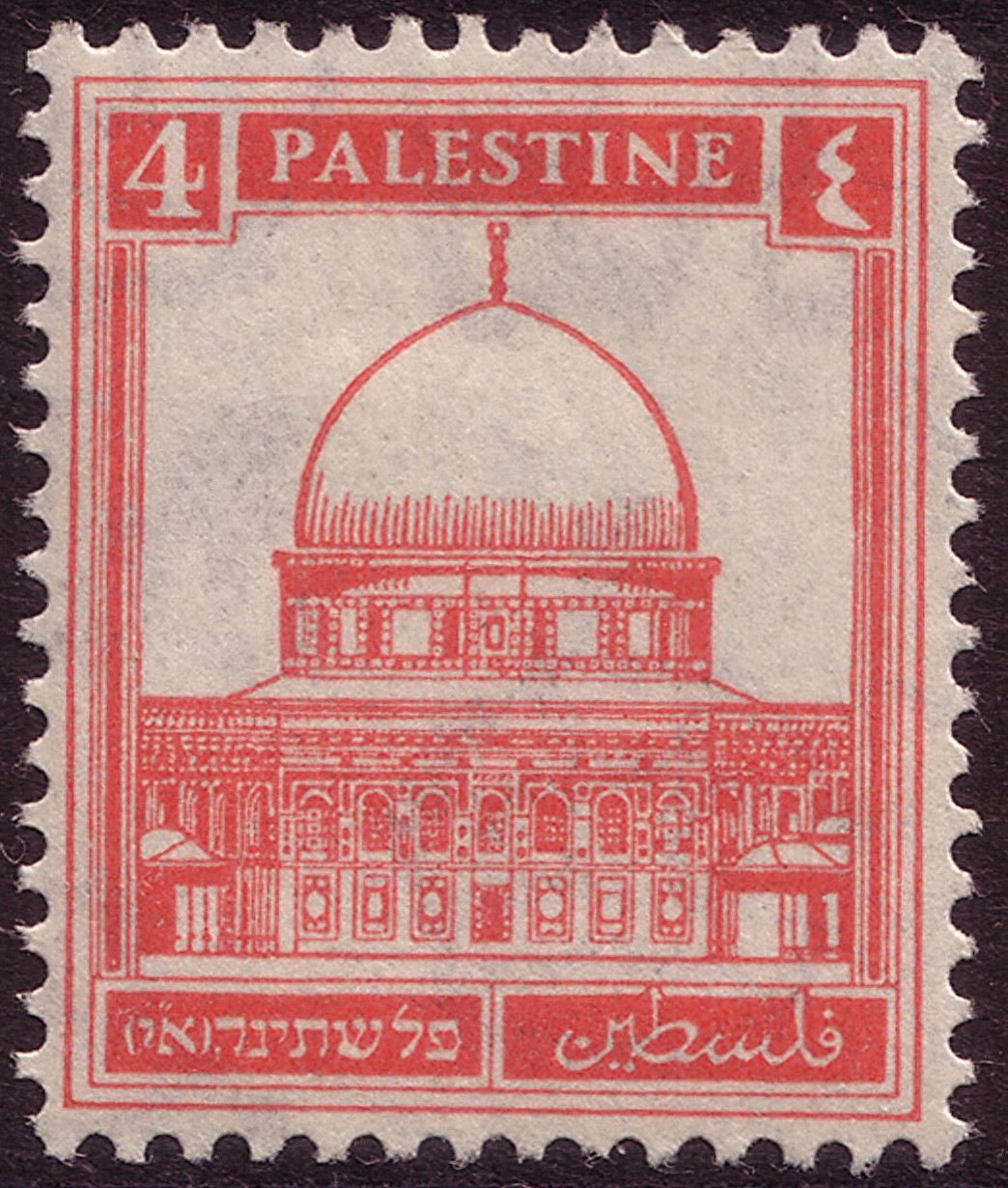
أول طابع بريد فلسطيني طُبع في مدينة يافا.

بعد انتهاء الحرب العالمية الأولى، وهزيمة الدولة العثمانية، دخلت فلسطين في عهد جديد، هو عهد الاستعمار البريطاني، الذي عرف ب«الانتداب البريطاني على فلسطين»، حيث ابتدأ بوضع فلسطين تحت الإدارة العسكرية البريطانية من سنة 1917-1920م، وفي تموز 1920 م، وقبل أن يقر مجلس عصبة الأمم صك الانتداب، الذي كانت ستحكم فيه فلسطين، بحوالي عامين، حولت الحكومة البريطانية الإدارة العسكرية في فلسطين إلى إدارة مدنية، وسبقت الحوادث، ووضعت صك الانتداب موضع التنفيذ قبل إقراره رسميًا، وعينت السير «هربرت صموئيل» اليهودي البريطاني «أول مندوب سامي في فلسطين». وقد اختلف هذا العهد عن جميع العهود السابقة التي مرت بها المسيرة التاريخية للمدينة، فقد طغت الأحداث السياسية في هذا العهد 1917- 1948 م على جوانب الحياة الأخرى للمدينة، كما تميز هذا العهد بتنفيذ المخطط الصهيوني الاستعماري في فلسطين.
كانت يافا تتشكل من مجموعة من الإحياء؛ الحي القديم والذي يتكون من مجموعة من الشوارع الضيقة والمباني المتلاصقة ويسكنه المسلمون، محلة العجمي على شاطئ البحر للجنوب ويسكنها المسلمون والمسيحيون، محلة المنشية إلى الشمال يسكنها خليط من المسلمين واليهود، وبينما كان الفلسطينيون يشكلون ثلاثة أرباع السكان، النصف من المسلمين والربع من المسيحيين، كان الربع الباقي أو ما يزيد قليلا من اليهود.
وبعد إعلان الانتداب البريطاني على فلسطين، أخذ طوفان الهجرة اليهودية يتدفق على ميناء يافا، فارتفعت أعدادهم فيها بصورة كبيرة، وكان معظمهم من الطبقات الفقيرة القادمة من وسط وشرق أوروبا، لذلك انتشرت بينهم الدعوات البلشفية الشيوعية، وكان معظمهم ينتمي إلى الهستدروت أو اتحاد العمال اليهودي.
قرار التقسيم

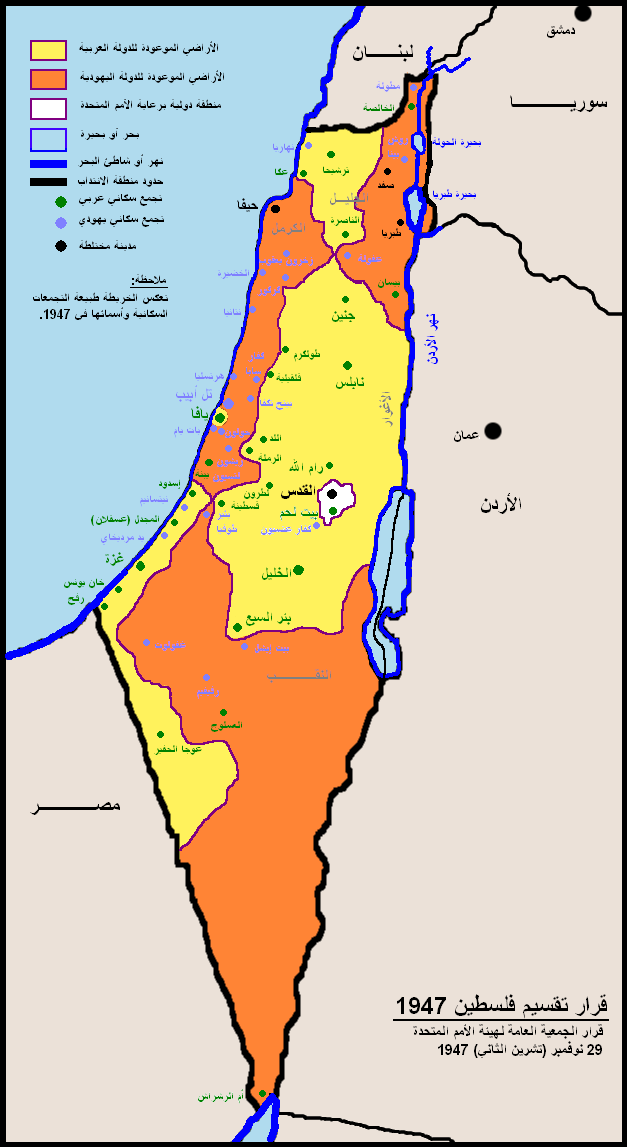
خارطة تقسيم فلسطين عام 1947، تظهر يافا ضمن المنطقة المحددة للعرب.

قامت هيئة الأمم المتحدة عام 1947 بمحاولة لإيجاد حل للنزاع العربي/اليهودي القائم على فلسطين، وقامت هيئة الأمم بتشكيل لجنة UNSCOP المتألّفة من دول متعدّدة باستثناء الدّول دائمة العضوية لضمان الحياد في عملية إيجاد حلّ للنزاع.
قامت اللجنة بطرح مشروعين لحل النزاع، تمثّل المشروع الأول بإقامة دولتين مستقلّتين، وتُدار مدينة القدس من قِبل إدارة دولية. وتمثّل المشروع الثاني في تأسيس فيدرالية تضم كلا من الدولتين اليهودية والعربية. ومال معظم أفراد لجنة UNSCOP تجاه المشروع الأول والرامي لتأسيس دولتين مستقلّتين بإطار اقتصدي موحد. وقامت هيئة الأمم بقبول مشروع لجنة UNSCOP الدّاعي للتقسيم مع إجراء بعض التعديلات على الحدود المشتركة بين الدولتين، العربية واليهودية، على أن يسري قرار التقسيم في نفس اليوم الذي تنسحب فيه قوات الانتداب البريطاني من فلسطين.
أعطى قرار التقسيم 55% من أرض فلسطين للدولة اليهودية، وشملت حصّة اليهود من أرض فلسطين على وسط الشريط البحري (من إسدود إلى حيفا تقريبا، ما عدا مدينة يافا) وأغلبية مساحة صحراء النقب (ما عدا مدينة بئر السبع وشريط على الحدود المصرية). ولم تكن صحراء النّقب في ذاك الوقت صالحة للزراعة ولا للتطوير المدني، واستند مشروع تقسيم الأرض الفلسطينية على أماكن تواجد التّكتّلات اليهودية بحيث تبقى تلك التكتّلات داخل حدود الدولة اليهودية.
ثورة وإضراب 1936

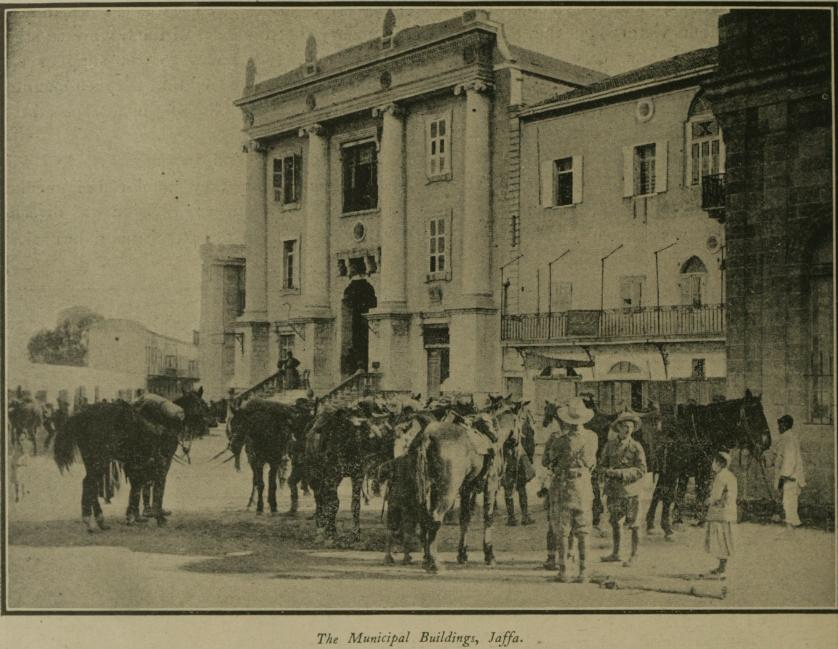
جنود بريطانيون أمام بلدية يافا.

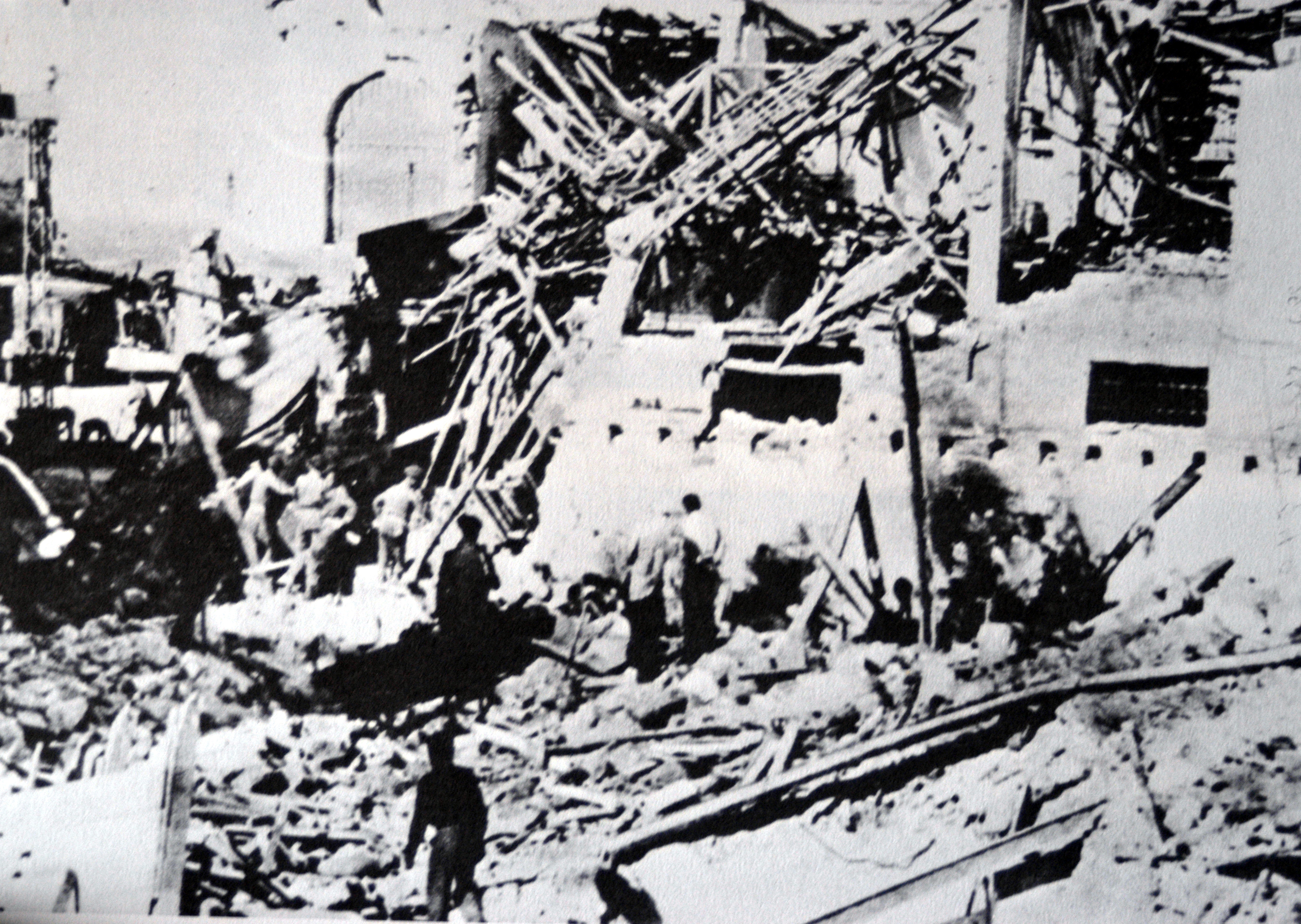
بقايا السرايا القديم إثر تفجيره من قبل منظمة الإرجون اليهودية عام 1948.

ومع تطور الأحداث والصدامات المسلحة، أصبح الكفاح المسلح هو الوسيلة الوحيدة للدفاع عن الحقوق. وقد أعلن الشيخ عز الدين القسام، الثورة المسلحة ضد اليهود والاستعمار البريطاني في فلسطين. وقد ألهب هذا الإعلان مشاعر المواطنين الفلسطينيين في كل مكان، وانتشرت روح الجهاد ضد الاستعمار، واقتنع الجميع بأن الكفاح المسلح هو الأسلوب الوحيد لحماية الوطن. ثم استشهد الشيخ عز الدين القسام في 1935/11/19، وكان ذلك بمثابة إعلان الثورة. ومن ناحية أخرى فرض المندوب السامي البريطاني في فلسطين قوانين الطوارئ، كما فرض نظام منع التجول على مدينتي يافا وتل أبيب، بعد الأحداث الدامية التي شهدتها يافا ومناطق أخرى من فلسطين بين العرب واليهود في نيسان (أبريل) 1936 م، غير أن هذه الإجراءات لم تحل دون تأجج نار الثورة، حيث حدثت عدة مصادمات بين العرب والجنود البريطانيين في يافا احتجاجًا على وضع مساجد المدينة تحت الاشراف المباشر للسلطات البريطانية.
ونتيجة لتلك الأحداث التي انتشرت في يافا وفي معظم المدن الفلسطينية، اجتمع زعماء يافا في مكتب لجنة مؤتمر الشباب، وشكلوا لجنة قومية، وقرروا الإضراب العام تعبيرًا عن سخط الشعب الفلسطيني ومعارضته للهجرة اليهودية، وشجبه للسياسة البريطانية الغاشمة في فلسطين. كما أنتخبوا لجنة قومية للإشراف على الإضراب، وقد استجابت لهذا الإضراب وأيدته، وشاركت فيه هيئات عديدة من أنحاء فلسطين. وقبيل الحرب العالمية الثانية، والظروف التي واكبتها، توقفت الثورة الفلسطينية المسلحة مرة أخرى في أيلول (سبتمبر) عام 1939م، لكنها ظلت كامنة في نفوس المواطنين. وعندما حل عام 1947 م، وعلى أثر إعلان قرار تقسيم فلسطين، عادت الثورة المسلحة للظهور، وحدثت عدة مصادمات وعمليات عسكرية في معظم أنحاء فلسطين. ويمكن حصر أبرزها في مدينة يافا على النحو التالي :
بعد قرار التقسيم بأسبوع واحد، نشبت معركة بين العرب واليهود في حي «تل الريش» شرق المدينة، حيث استطاع المناضلون العرب اقتحام مستعمرة «حولون» المجاورة، وفي مطلع شهر كانون الأول (ديسمبر) من 1947م قام اليهود بهجوم كبير على حي «أبو كبير» وقتلوا عددًا من المواطنين.
وفي 4 كانون الثاني (يناير) عام 1948 م، قامت المنظمات اليهودية بعمل إجرامي كبير، حيث نسفوا «سرايا الحكومة» في وسط المدينة، والتي كانت مقرًا لدائرة الشؤون الاجتماعية، بواسطة سيارة ملغومة، وسقط عدد كبير من القتلى والجرحى. وفي 15 /5/1948 انسحبت القوات البريطانية من المدينة، ودخلت القوات اليهودية الصهيونية وعلى رأسها منظمة الهاجانا المدينة وأعملت السلب والنهب والاستيلاء على ما تجده، بعد هزيمة المجاهدين والمدافعين عن يافا.

### النكبة والضم

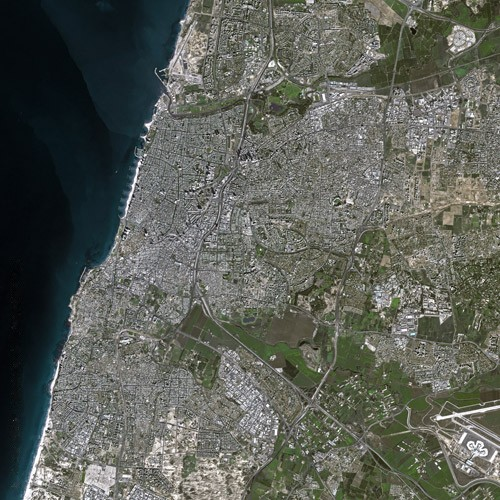
صورة جوية لبلدية "تل أبيب - يافا"، بعد أن ضمت إسرائيل الأخيرة وأصبحت جزءا من المدينة اليهودية عام 1949.

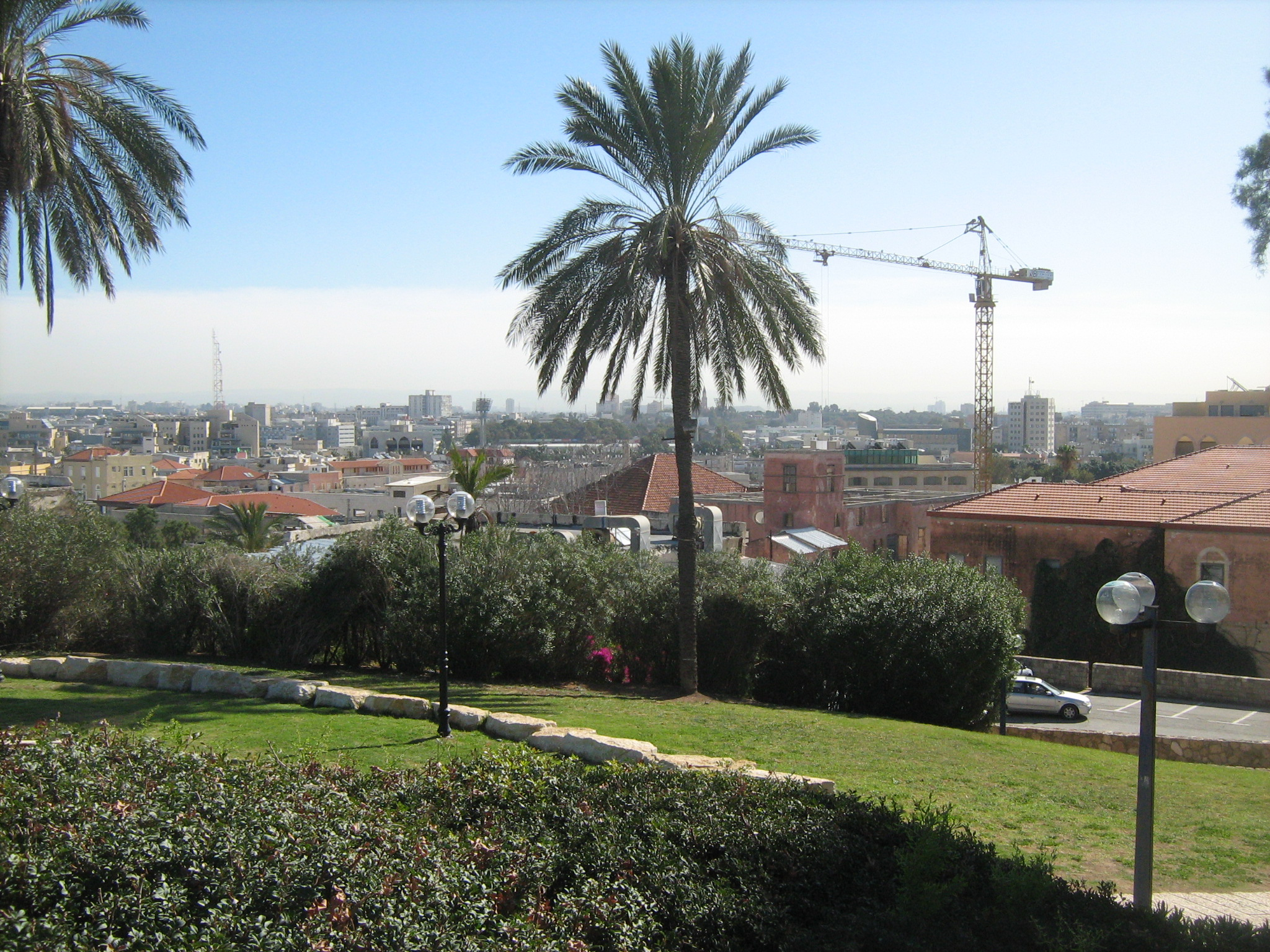
قامت إسرائيل بعد هدمها لأحياء بأكملها في يافا، بتحويلها إلى منطقة تجمع لليهود الأثرياء وحدائق، كما خصصت بيوت المدينة القديمة للفنانين بعد طرد سكانها العرب.

استمر هذا الوضع حتى قامت المنظمات الصهيونية بعملية احتلال يافا يوم 26 نيسان / أبريل 1948، والتي أطلقت عليها «عملية درور»، ونتج عنها تهجير معظم سكان المدينة العرب، حيث يشكلون اليوم 15% من تعداد اللاجئين الفلسطينيين العالمي - أي حوالي 472,000 لاجئ عام 1998. وقد مرَّ الحيّز المديني الفلسطيني بتغييرات جذرية نتيجة لحرب 1948 وقيام دولة إسرائيل. في هذا الإطار، وصف مراقبون هذه التغييرات أو بالتحديد النكبة الفلسطينية بالـ «كسر»، التي سببت بخراب وهدم المدينة الفلسطينية وسيرورة الحداثة.
وفي عام 1950 ضمّت بلدية تل أبيب مدينة يافا لسلطتها، وأصبحت بلدية واحدة تسمى بلدية تل أبيب- يافا، يشكل فيها السكان العرب ما يقارب %2 من السكان. ومنذ اللحظة الأولى وضعت بلدية تل أبيب- يافا مخطط تهويد المكان، فغيّرت كل أسماء شوارع مدينة يافا إلى أسماء عبرية لقيادات الحركة الصهيونية أو أسماء غريبة عن المكان لا تمتّ له ولتاريخه العربي العريق بأي صلة. كما عملت على تغيير الطراز المعماري للمكان من خلال هدم جزء كبير من المباني القديمة، وهدم أحياء وقرى بكاملها.
ومنذ ذلك الحين، والسلطات الإسرائيلية ومعها المنظمات اليهودية المتطرفة لم تكف عن تنفيذ مخططات تهويد ما تبقى من مدينة يافا، التي تقف اليوم أمام سلسلة من عمليات تغيير وجهها ووجهتها لتنافح عن تاريخ عريق يحاول التهويد قطعه من جذوره. وتبذل السلطات الإسرائيلية مساعيها لصبغ الأحياء العربية في يافا بالصبغة اليهودية تحت مسمى «التطوير وتشجيع السياحة»، وهي أعلى درجات التهويد التي تشهدها المدينة وأخواتها في الداخل الفلسطيني. وتشهد المدينة أعمالًا يكتنفها كثير من الصمت والهدوء، الذي تنقلب تحت ستاره معالم المدينة ويتحول أشهر أحيائها العجمي إلى 'جنة الأغنياء الجديدة'. في يافا يهدم الإسرائيليون البيوت التي يمنع أهلها العرب من ترميمها، ويدفع أثرياء الحركة الصهيونية مبالغ خيالية تصل إلى نصف مليون دولار لشراء بيت متواضع من مالكه العربي، وتقام الفنادق على مقابر المدينة وتحاصر مساجدها بالبنايات العالية ويحاصر الأذان فيها. بالإضافة إلى تحويل المدينة القديمة إلى قرية للفنانين اليهود.
وتعمل إسرائيل جاهدة لمحاصرة التمدد العربي، ووقف نمو السكان عن 17 ألف نسمة تشكل من ربع إلى ثلث نسبة سكان المدينة التي كانت ذات يوم فلسطينية خالصة، من خلال السياحة وجذب رجال الأعمال اليهود وعائلاتهم إلى المدينة.

## جغرافيا

### مناطق المدينة

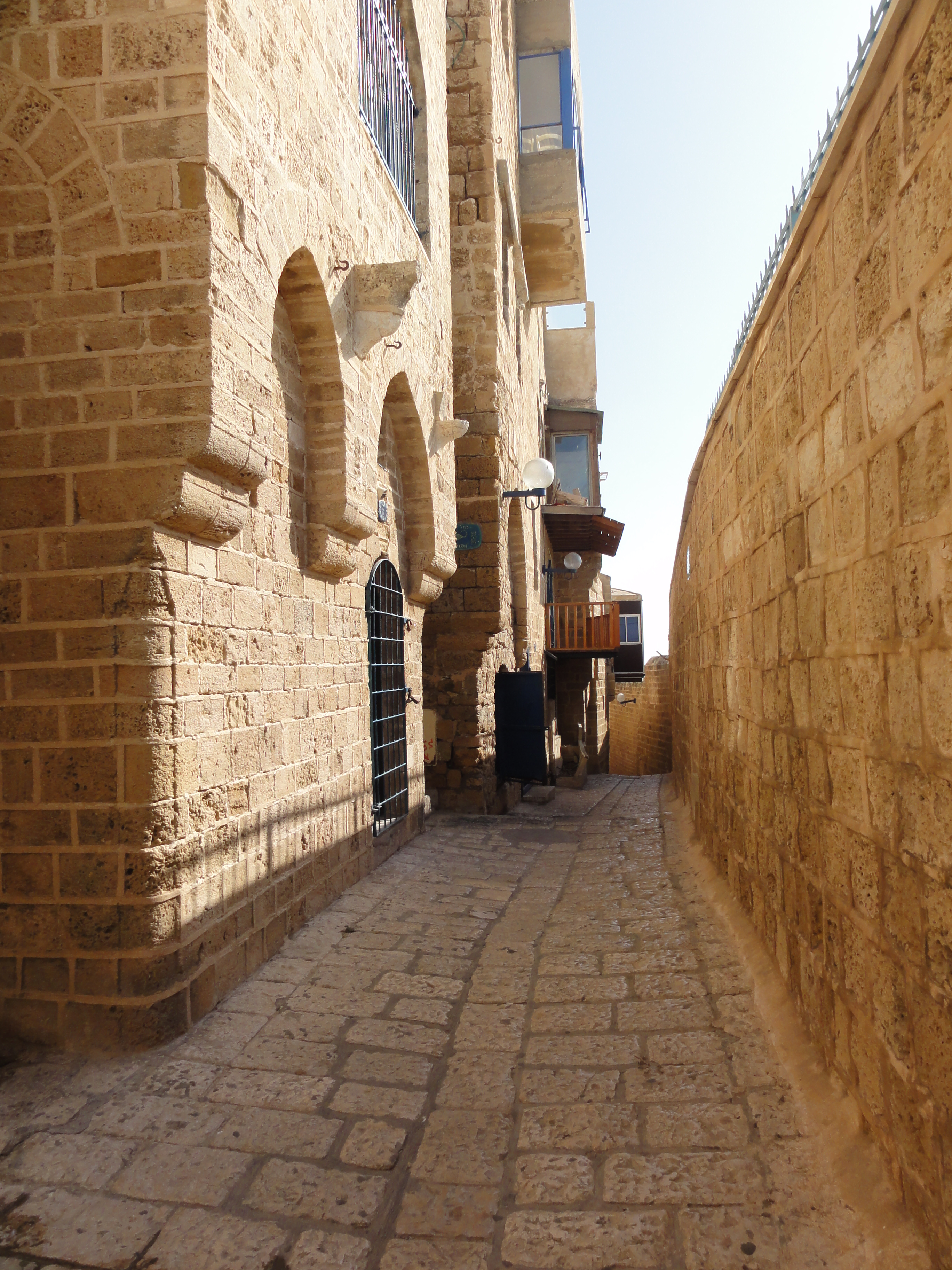
أحد حارات يافا القديمة

خارطة مناطق يافا قبل النكبة عام 1948.

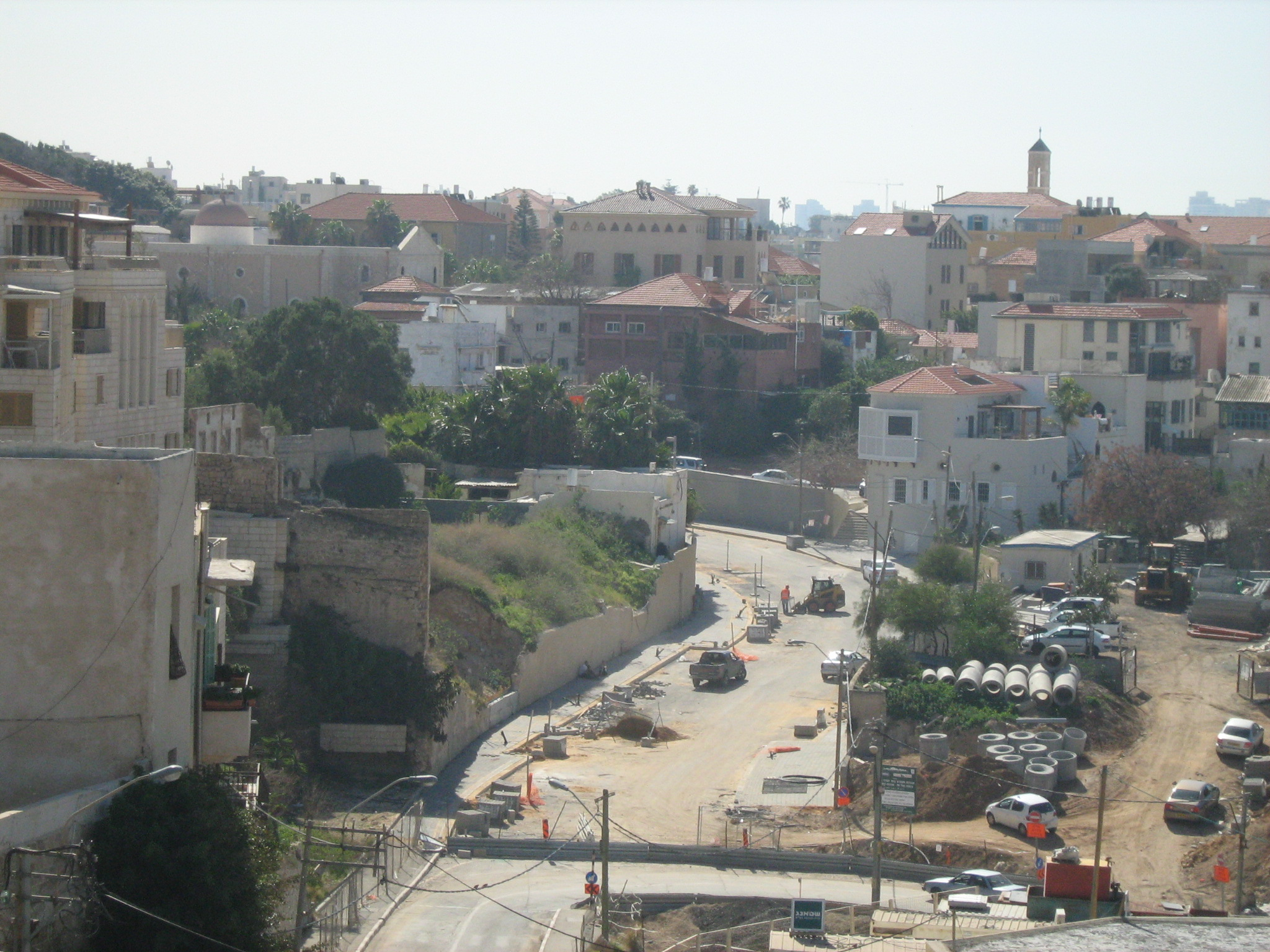
حي العجمي، أحد الأحياء اليافاوية التي تم تجميع العرب فيها بعد النكبة.

في عام 1950 ضمّت بلدية تل-أبيب مدينة يافا لسلطتها، وأصبحت بلدية واحدة تسمى بلدية تل أبيب- يافا، يشكل فيها السكان العرب ما يقارب 2% من السكان. ومنذ اللحظة الأولى وضعت بلدية تل أبيب- يافا مخطط تهويد المكان، فغيّرت كل أسماء شوارع مدينة يافا إلى أسماء عبرية لقيادات الحركة الصهيونية أو أسماء غريبة عن المكان لا تمتّ له ولتاريخه العربي العريق بأي صلة. كما عملت على تغيير الطراز المعماري للمكان من خلال هدم جزء كبير من المباني القديمة، وهدم أحياء وقرى بكاملها.

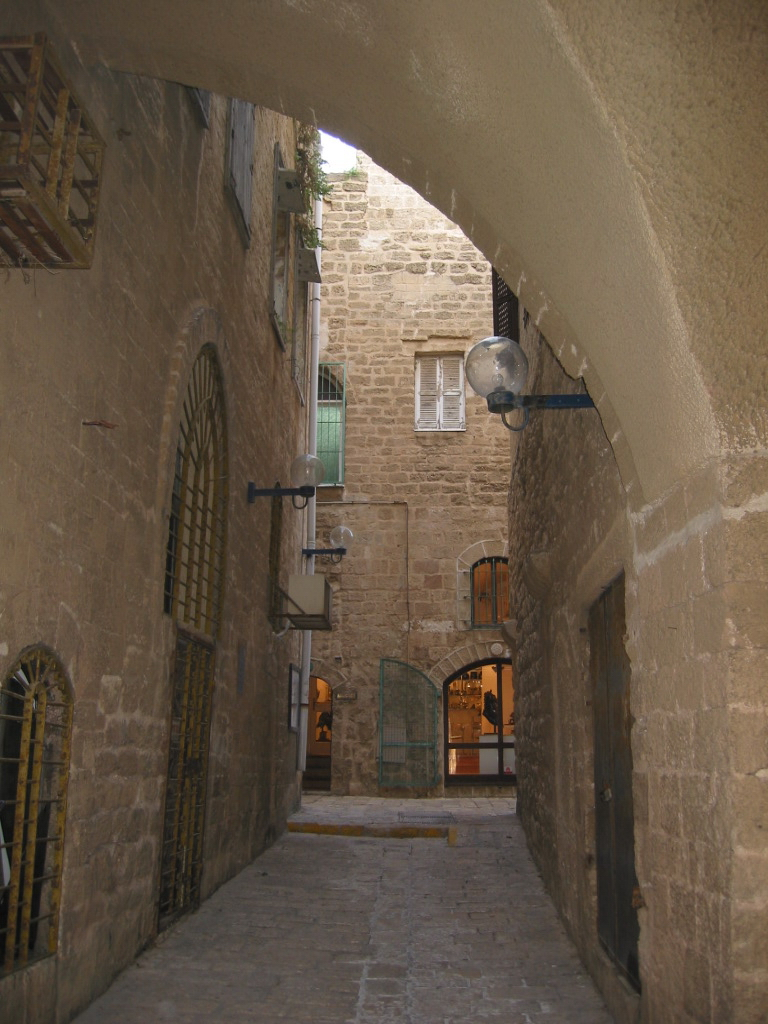
إحدى الأزقة في البلدة القديمة بيافا ، 2007

ضمت مدينة يافا قبل النكبة سبعة أحياء وهي :
- البلدة القديمة : ومن أقسامها الطابية والقلعة والنقيب.[68]
- المنشية : وتقع في الجهة الشمالية من يافا.
- ارشيد : وتقع جنوب حي المنشية.
- العجمي : وتقع في الجنوب من يافا.
- الجبلية : وتقع جنوب حي العجمي.
- هرميش «اهرميتي»: وتقع في الجهة الشمالية من حي العجمي.
- النزهة : وتقع شرق يافا وتعرف باسم «الرياض» وهي أحدث أحياء يافا.

وهناك أحياء صغيرة تعرف باسم «السكنات» ومنها «سكنة درويش» و«سكنة العرابنة» و«سكنة أبو كبير» و«سكنة السيل» و«سكنة تركي». ومن أبرز شوارع مدينة يافا شارع اسكندر عوض التجاري، وشارع جمال باشا، وشارع النزهة.
أما اليوم، فتتكون المدينة من 12 حي يسكن العرب في ثلاث منها هي: حي العجمي (الذي تم تجميع كل عرب يافا بعد النكبة فيه وإعلان الحي كمنطقة عسكرية مغلقة) وحي الجبلية جنوب حي العجمي وحي النزهة عند شارع جمال باشا. البلدة القديمة خالية من السكان العرب ولكنهم يثبتون وجودهم هناك من خلال الكنائس والمساجد في هذا الحي إضافة إلى مسرح السرايا العربي المقام داخل الحي.
فيما يعيش الآن فقط 23,000 عربي في المدينة وهم الجزء المتبقي من سكان المدينة الذين بقوا في يافا بعد النكبة، حيث كان عددهم 3,900 نسمة من أصل 120,000 نسمة عدد سكان المدينة قبل الاحتلال إضافة إلى السكان الذين جاؤا إلى يافا من المدن والقرى المجاورة. تعتبر يافا اليوم واحدة من ستة مدن فلسطينية التي تحوّلت إلى مدينة مختلطة كون سكانها هم من العرب واليهود القادمين الجدد الذين سكنوا في بيوت الفلسطينيين الذين تركوا يافا عام النكبة، ولكنها أيضا مدن مستهدفة تريد السلطة تهجير سكانها العرب منها أو على الأقل جعل العرب فيها أقلية مهمشة ليس لها تأثير.
وتقع المدينة اليوم ضمن تجمع مدن يُدعى غوش دان، وهي التسمية الحالية التي تطلق على منطقة «متروبوليتان» أو منطقة تجمع سكاني في وسط إسرائيل. تطل المنطقة على ساحل البحر المتوسط، وتضم كامل منطقة تل أبيب وما جاورها من مدن ومناطق. وتعد أكبر منطقة متروبوليتان في إسرائيل، بعدد السكان. وتجاور يافا ضمن هذه المنطقة من الشمال مدينة تل أبيب، ومن الجنوب بات يام، ومن الجنوب الشرقي حولون، وتطل على البحر الأبيض المتوسط من جهة الغرب. وبالنسبة لمدن المنطقة، فتبعد القدس عنها حوالي 55 كم إلى الشرق، وعمان نحو 115 كم إلى الشرق، وبيروت 220 كم إلى الشمال، والقاهرة 400 كم إلى الجنوب الغربي.

### المناخ
تتمتع المدينة بمناخ بحر الأبيض المتوسط، مع صيف حار ورطب، ربيع وخريف دافئ وبارد في بعض الأحيان، وشتاء ماطر وبارد. الرطوبة في المدينة عالية طول السنة بسبب وجودها بجانب البحر. في الشتاء مُعدل الحرارة بين 9 إلى 17 درجة، مع درجات تهبط إلى 6 عدة مرات في الشتاء. في الصيف المُعدل 26 درجة، مع وصول الدرجات في النهار إلى 32. على الرغم من الرطوبة العالية الأمطار في الصيف تكون نادرة. مُعدل المدينة من تساقط الأمطار يُعادل 530.7 ميليمتر سنويا، التي تتساقط بين شهر عشرة حتى أبريل. فصل الشتاء هو أكثر فصل تساقطا بالأمطار، مع ثلوج قليلة للغاية، آخر ثلج كان في 1950 كانون الثاني. يافا تستمتع ب300ـ يوم مشمس في السنة.
| البيانات المناخية لـيافا                                                              | البيانات المناخية لـيافا | البيانات المناخية لـيافا | البيانات المناخية لـيافا | البيانات المناخية لـيافا | البيانات المناخية لـيافا | البيانات المناخية لـيافا | البيانات المناخية لـيافا | البيانات المناخية لـيافا | البيانات المناخية لـيافا | البيانات المناخية لـيافا | البيانات المناخية لـيافا | البيانات المناخية لـيافا | البيانات المناخية لـيافا |
| الشهر                                                                                 | يناير                    | فبراير                   | مارس                     | أبريل                    | مايو                     | يونيو                    | يوليو                    | أغسطس                    | سبتمبر                   | أكتوبر                   | نوفمبر                   | ديسمبر                   | المعدل السنوي            |
| ------------------------------------------------------------------------------------- | ------------------------ | ------------------------ | ------------------------ | ------------------------ | ------------------------ | ------------------------ | ------------------------ | ------------------------ | ------------------------ | ------------------------ | ------------------------ | ------------------------ | ------------------------ |
| الدرجة القصوى °ف                                                                      | 80.2                     | 85.3                     | 95.4                     | 104.7                    | 115.7                    | 99.7                     | 99.3                     | 93.9                     | 95.7                     | 101.1                    | 95.5                     | 82.2                     | 115.7                    |
| متوسط درجة الحرارة الكبرى °ف                                                          | 63.5                     | 63.9                     | 66.6                     | 73.0                     | 76.8                     | 81.5                     | 84.9                     | 86.4                     | 84.9                     | 81.1                     | 74.1                     | 66.6                     | 75.3                     |
| متوسط درجة الحرارة الصغرى °ف                                                          | 49.3                     | 49.6                     | 52.7                     | 57.9                     | 63.1                     | 69.1                     | 73.4                     | 74.7                     | 72.5                     | 66.4                     | 58.3                     | 52.2                     | 61.6                     |
| أدنى درجة حرارة °ف                                                                    | 36.5                     | 28.6                     | 38.3                     | 44.6                     | 52.2                     | 59                       | 66                       | 68                       | 60.3                     | 52.9                     | 42.8                     | 39.2                     | 28.6                     |
| الهطول إنش                                                                            | 5.00                     | 3.55                     | 2.39                     | 0.71                     | 0.09                     | 0.0                      | 0.0                      | 0.03                     | 0.02                     | 1.04                     | 3.12                     | 4.98                     | 20.93                    |
| الدرجة القصوى °م                                                                      | 26.8                     | 29.6                     | 35.2                     | 40.4                     | 46.5                     | 37.6                     | 37.4                     | 34.4                     | 35.4                     | 38.4                     | 35.3                     | 27.9                     | 46.5                     |
| متوسط درجة الحرارة الكبرى °م                                                          | 17.5                     | 17.7                     | 19.2                     | 22.8                     | 24.9                     | 27.5                     | 29.4                     | 30.2                     | 29.4                     | 27.3                     | 23.4                     | 19.2                     | 24.0                     |
| متوسط درجة الحرارة الصغرى °م                                                          | 9.6                      | 9.8                      | 11.5                     | 14.4                     | 17.3                     | 20.6                     | 23.0                     | 23.7                     | 22.5                     | 19.1                     | 14.6                     | 11.2                     | 16.4                     |
| أدنى درجة حرارة °م                                                                    | 2.5                      | −1.9                     | 3.5                      | 7.0                      | 11.2                     | 15                       | 19                       | 20                       | 15.7                     | 11.6                     | 6.0                      | 4.0                      | −1.9                     |
| الهطول مم                                                                             | 126.9                    | 90.1                     | 60.6                     | 18.0                     | 2.3                      | 0.0                      | 0.0                      | 0.7                      | 0.4                      | 26.3                     | 79.3                     | 126.4                    | 531                      |
| المصدر: مصلحة الأرصاد الجوية الإسرائيلية بيانات مرصد هونغ كونغ لتحديد الساعات المشرقة |                          |                          |                          |                          |                          |                          |                          |                          |                          |                          |                          |                          |                          |

## السكان
التركيبة السكانية
| السنة | عدد السكان |
| ----- | ---------- |
| 1809  | 6,000      |
| 1834  | 15,000     |
| 1906  | 47,000     |
| 1910  | 70,000     |
| 1945  | 94,310     |
| 1948  | 76,920     |
| 2009  | 60,000     |

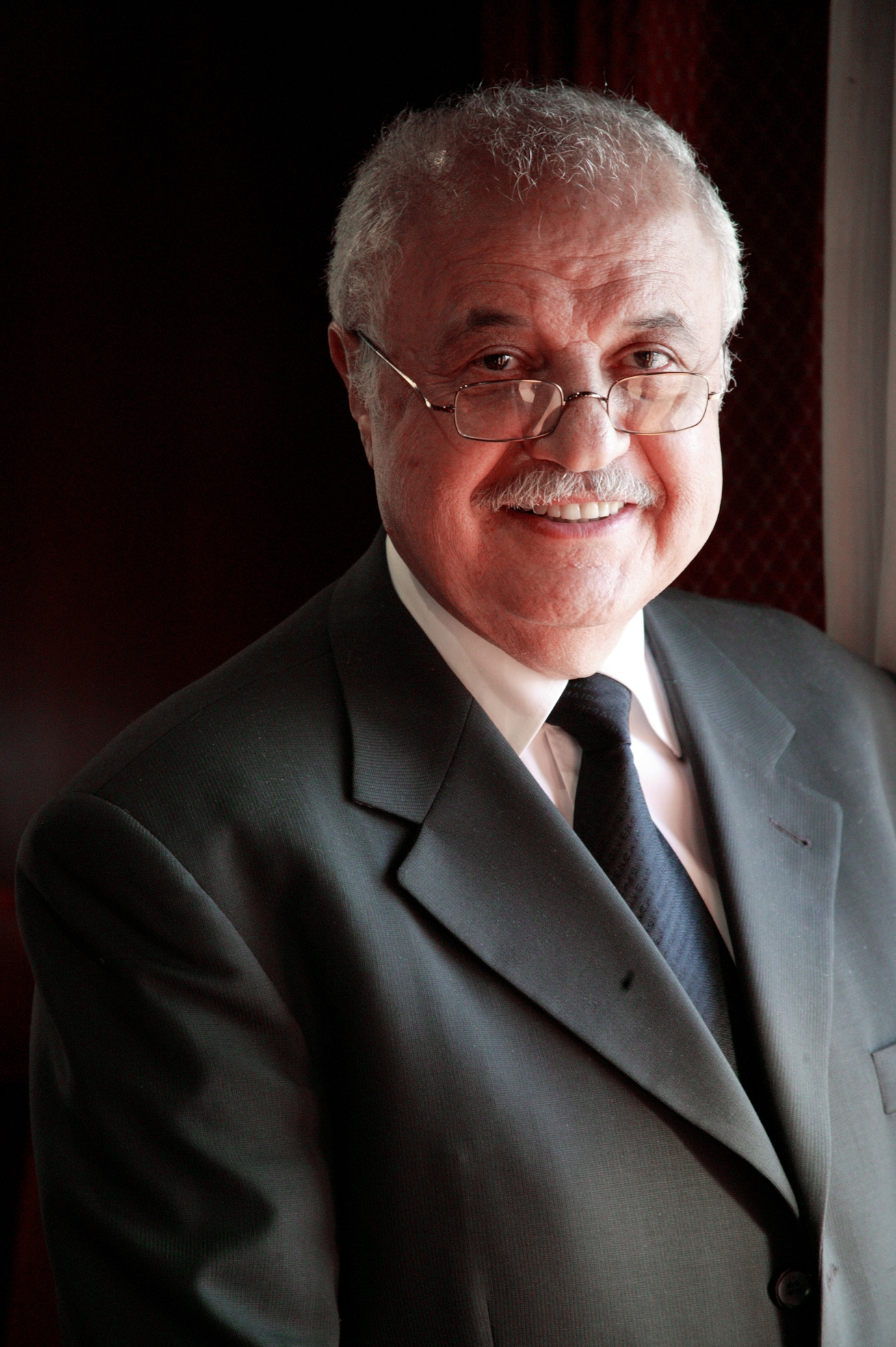
طلال أبو غزالة هو مؤسسس أكبر مجموعة شركات عربية تقدم الخدمات في مجالات الملكية الفكرية والخدمات القانونية.

لقد تطور عدد السكان في مدينة يافا خلال فترة الانتداب البريطاني، إذ أظهرت نتائج التعداد العام للسكان عام 1922، أن قضاء يافا احتل المركز الرابع ضمن مجموعات السُكان التي تضم أكثر من 50 ألف نسمة. أما التعداد العام للسكان عام 1931 فقد أظهر احتلال قضاء يافا المركز الثاني ضمن المجموعة التي تضم عدد سكان أكثر من 170 ألف نسمة، وفي عام 1944 أصبح قضاء يافا يحتل المركز الأول بعد أن وصل عدد سكانه إلى 374 ألف نسمة ؛ ويرجع سبب هذه الزيادة إلى هِجرة الكثير من أبناء القرى والمدن الداخلية إلى المناطق الساحلية، بسبب خصوبة التربة والأراضي الزراعية من جهة، وازدهار ميناء يافا من جهة أخرى.
ويمكن القول أن يافا كانت تعتبر أكبر مركز اقتصادي في فلسطين ومن أرقى المدن حضارة وثقافة. وكانت ترتبط بعلاقات مع البلدان العربية المجاورة بحكم موقعها المتميز. ونتيجة لذلك فقد استقر فيها العديد من أبناء الأردن وسوريا ولبنان ومصر وأقاموا فيها بصفة دائمة منذ العهد العثماني وحتى الانتداب البريطاني على فلسطين. بالإضافة إلى العلاقات التجارية الدورية بين كبار رجال الأعمال والتجار في بريطانيا وفرنسا في نطاق تجارة الحمضيات. وبناء عليه، فأن لكثير من العائلات في يافا جذور بيروتية أو تركية أو مصرية أو شرق أردنية.
يشار بالذكر إلى أن عدد سكان المدينة عام 1945 كان يقارب 94,310 نسمة (منهم 28,000 يهودي فقط). استمر هذا الوضع حتى قامت المنظمات اليهودية بعملية احتلال يافا يوم 26 نيسان / أبريل 1948، والتي أطلقت عليها «عملية درور»، ونتج عنها تهجير معظم سكان المدينة العرب، حيث يشكلون اليوم 15% من تعداد اللاجئين الفلسطينيين العالمي - أي حوالي 472,000 لاجئ عام 1998.
ويبلغ عدد سكان يافا الإجمالي اليوم حوالي 60,000 نسمة من اليهود والعرب، يشكل العرب منهم فقط ربع هذا العدد (70% منهم مسلمون، وقرابة 30% مسيحيّون)، وهم الجزء المتبقي من سكان المدينة الذين بقوا في يافا بعد النكبة، حيث كان عددهم بعد عام 1948 يقارب 3,900 نسمة من أصل 120,000 نسمة عدد سكان المدينة قبل الاحتلال إضافة إلى السكان الذين جاؤا إلى يافا من المدن والقرى المجاورة مثل كفرعانة.
| أنا لست عائدا فحسب... بل فلسطين عائدة الي أيضا. إنها مسألة وقت مهما يطل الزمن. . |
| —شفيق الحوت                                                                      |

تعتبر يافا اليوم واحدة من ستة مدن فلسطينية التي تحوّلت إلى مدينة مختلطة كون سكانها هم من العرب واليهود القادمين الجدد الذين سكنوا في بيوت الفلسطينيين الذين تركوا يافا عام النكبة، ولكنها أيضا مدن مستهدفة تريد السلطة تهجير سكانها العرب منها أو على الأقل جعل العرب فيها أقلية مهمشة ليس لها تأثير.

### أعلام المدينة
نتيجة لتهجير معظم سكان المدينة العرب، حيث يشكلون اليوم 15% من تعداد اللاجئين الفلسطينيين العالمي - أي حوالي 472,000 لاجئ عام 1998. فأن معظم مشاهير المدينة يعيشون في الشتات وموزعين في كل أنحاء العالم، ويتركزون في الدول العربية المجاورة والولايات المتحدة وأوروبا، بالإضافة إلى الأراضي الفلسطينية (قطاع غزة والضفة الغربية). ولكن تبقى هناك نسبة منهم في يافا ممن بقوا في المدينة من العرب، بالإضافة إلى اليهود المهاجرين وبعض سكان المدينة.

## اقتصاد

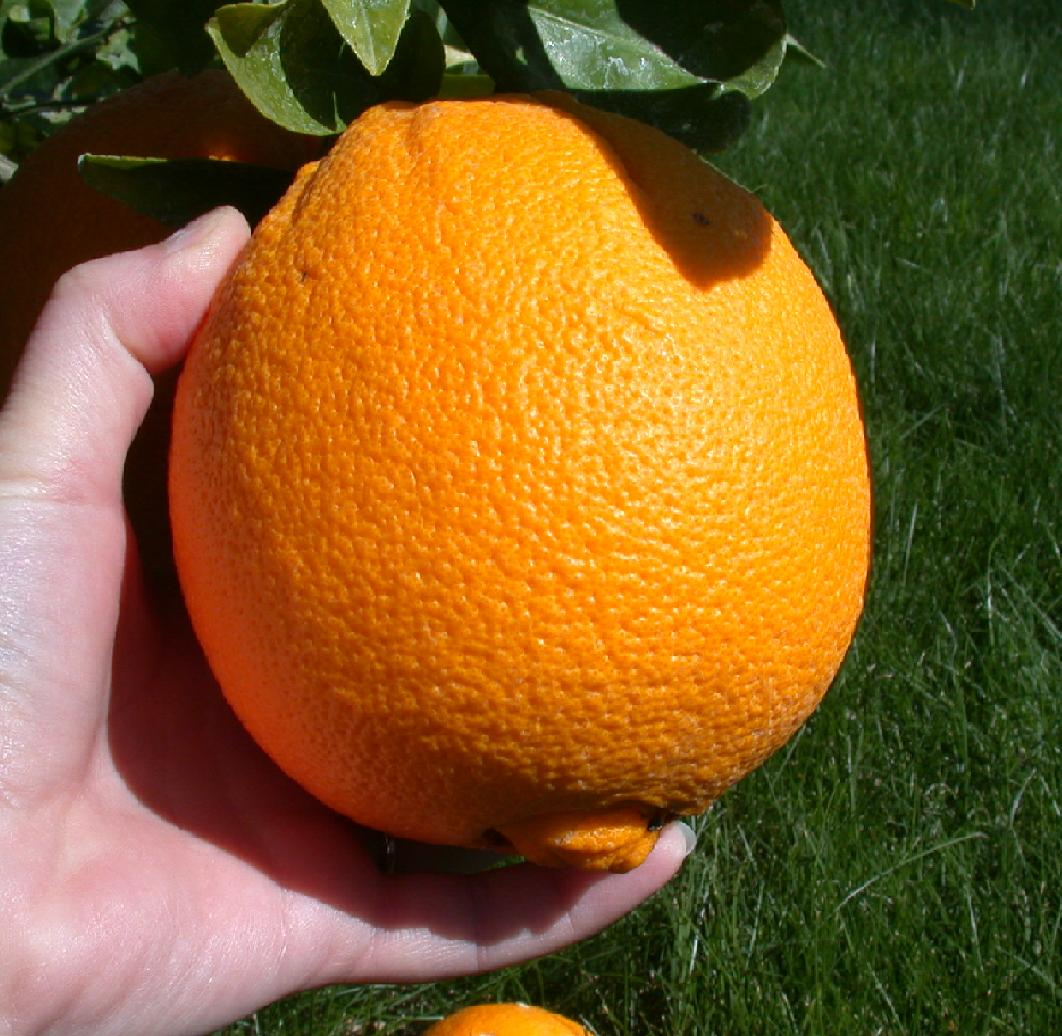
تشتهر يافا ببرتقالها.

تحميل صناديق البرتقال اليافاوي على السفن

كانت يافا تُعتبر قلب فلسطين النابض من الناحية الاقتصادية. منذ بدايات القرن التاسع عشر، تطور في مدينة يافا حقل اقتصادي جديد، وضع يافا في مكانة مرموقة في السوق الاقتصادي العالمي. كان هذا الحقل عبارة عن زراعة بيارات حمضيات عمومًا والبرتقال خصوصًا. كان تطور هذا الحقل الاقتصادي سريعًا جدًّا، حيث وصل إلى تصدير عشرات الملايين من صناديق الحمضيات سنويًّا في الثلاثينيات من القرن الماضي.
هذا التطور وفَّر آلاف فرص العمل والاستثمار الجديدة سنويًّا الأمر الذي أدّى إلى ربط يافا بأهم المراكز الاقتصادية في حينه على مستوى البحر الأبيض المتوسط وأوروبا. بالإضافة إلى ذلك تمّ افتتاح العديد من شركات الاستيراد والتصدير، المصارف، شركات النقل البري والبحري وغير ذلك من المجالات الاقتصادية الكثيرة الأخرى.
أما الركن الثالث الذي استند عليه الاقتصاد في يافا الانتدابية فقد كان السياحة. عشرات آلاف السياح والحجاج كانوا يزورون المدينة العريقة، والتي تحتضن بعض الأماكن المقدّسة للديانة المسيحية. طوّر هذا المجال شبكة الاتصالات والمواصلات بين يافا وسائر أرجاء البلاد والعالم العربي. كما تمّ بناء العديد من الفنادق وشركات النقل والخدمات السياحية، ممّا ساهم كثيرًا في إيجاد فرص عمل واستثمار إضافيّة في المدينة.
لقد تنوعت الأنشطة الاقتصادية في مدينة يافا ومن أبرز مظاهر النشاط الاقتصادي :
 الزراعة 
انتشرت بساتين الحمضيات والخضار حول المدينة واشتهرت مدينة يافا ببرتقالها «اليافاوي» الذي نال شهرة عالمية، حيث أنه كان ينافس برتقال إسبانيا في عشرينيات القرن الماضي. إسرائيل تستغل هذه الشهرة إلى يومنا هذا، حيث تضع على كل حبة بُرتقال «يافاوي» تصدر إلى دُول العالم مُلصقًا صغيرًا مكتوبًا عليها "Jaffa"، وهي علامة تجارية عالمية مُسجلة.
 التجارة 
كانت مدينة يافا ميناء فلسطين الأول قبل أن ينهض ميناء حيفا، حيث كان ميناءً للتصدير والاستيراد، وقد صدرت من هذا الميناء الحمضيات والصابون والحبوب، وتم استيراد المواد التي احتاجت إليها فلسطين وشرق الأردن مثل الاقمشة والأخشاب والمواد الغذائية.
أما على صعيد التجارة الداخلية، فقد كانت مدينة يافا تعج بالأسواق والمحلات التي يزورها الكثير من سُكان القرى والمدن المجاورة. ومن أشهر أسواقها : سوق بسترس - سوق اسكندر عوض - سوق الدير - سوق الحبوب - سوق المنشية - سوق البلابسة - سوق الإسعاف.
 الصناعة 
وجدت في مدينة يافا العديد من الصناعات كصناعة التبغ، والبلاط، والقرميد، وسكب الحديد، والنسيج، والبسط، والورق، والزجاج، والصابون، ومدابغ الجلود، والمطابع. لم يكتف الاقتصاد اليافي بهذا التطور، بل طور أيضا مجال الصناعة حيث وُجدت في يافا مصانع سكب الحديد، وأخرى لتصنيع الزجاج، الثلج، السجائر، المنسوجات، الحلويات، بناء هياكل وسائل النقل، المياه الغازية، صناعات غذائية متنوعة والعديد من الصناعات الأخرى.

## ثقافة

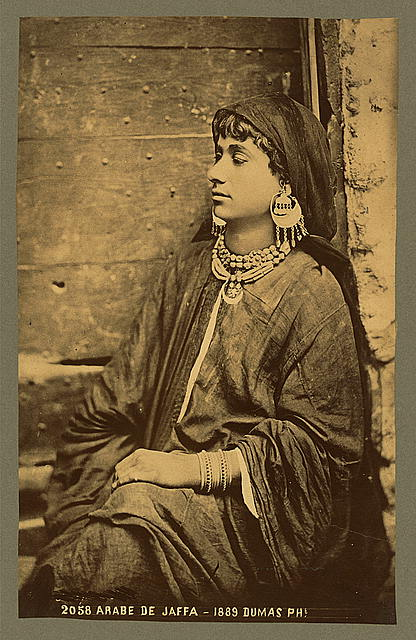
سيدة فلسطينية من يافا، ترتدي الزي الفلسطيني عام 1889.

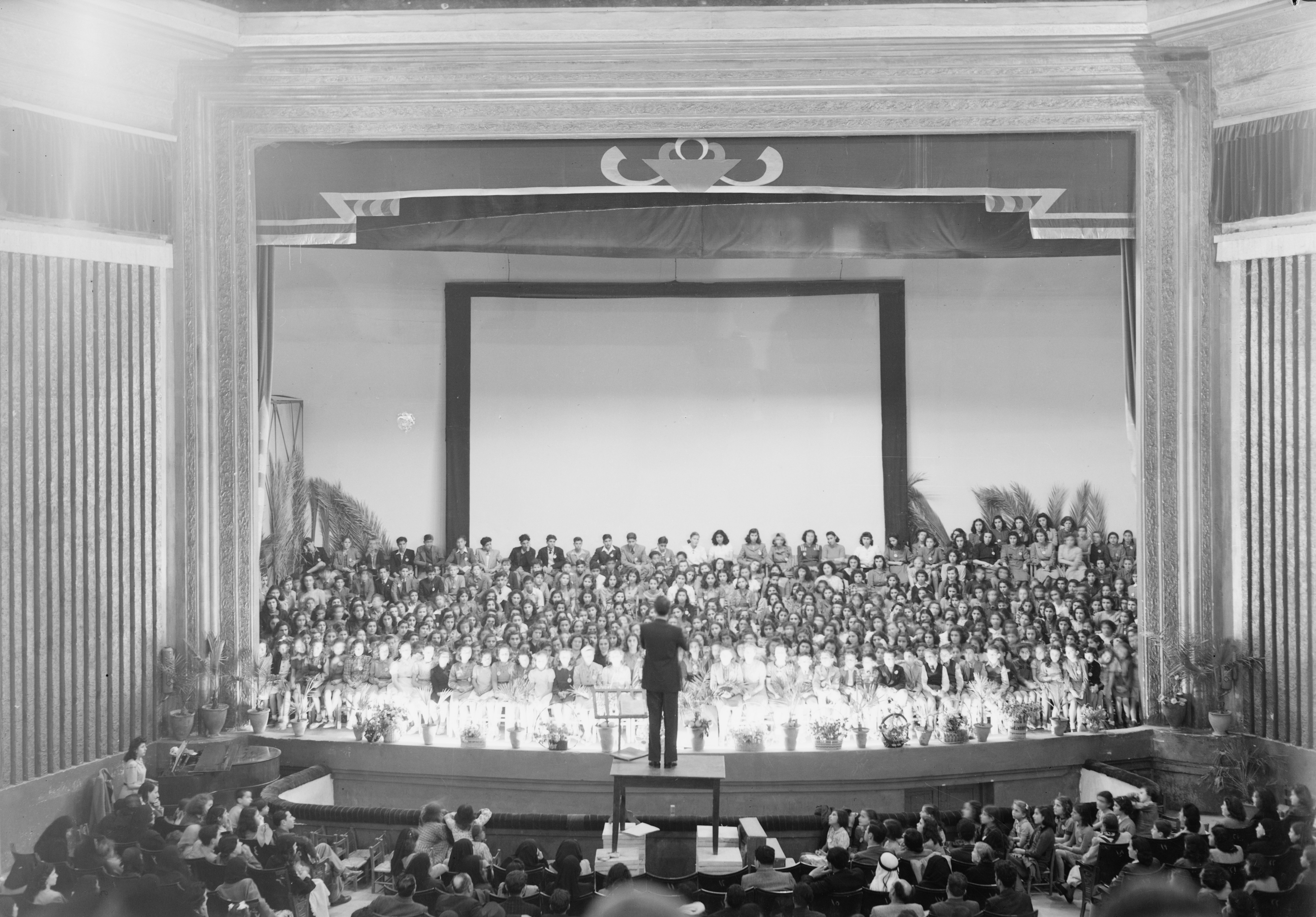
سينما الحمراء في يافا عام 1944، من أشهر المعالم الثقافية الفلسطينية قبل النكبة.

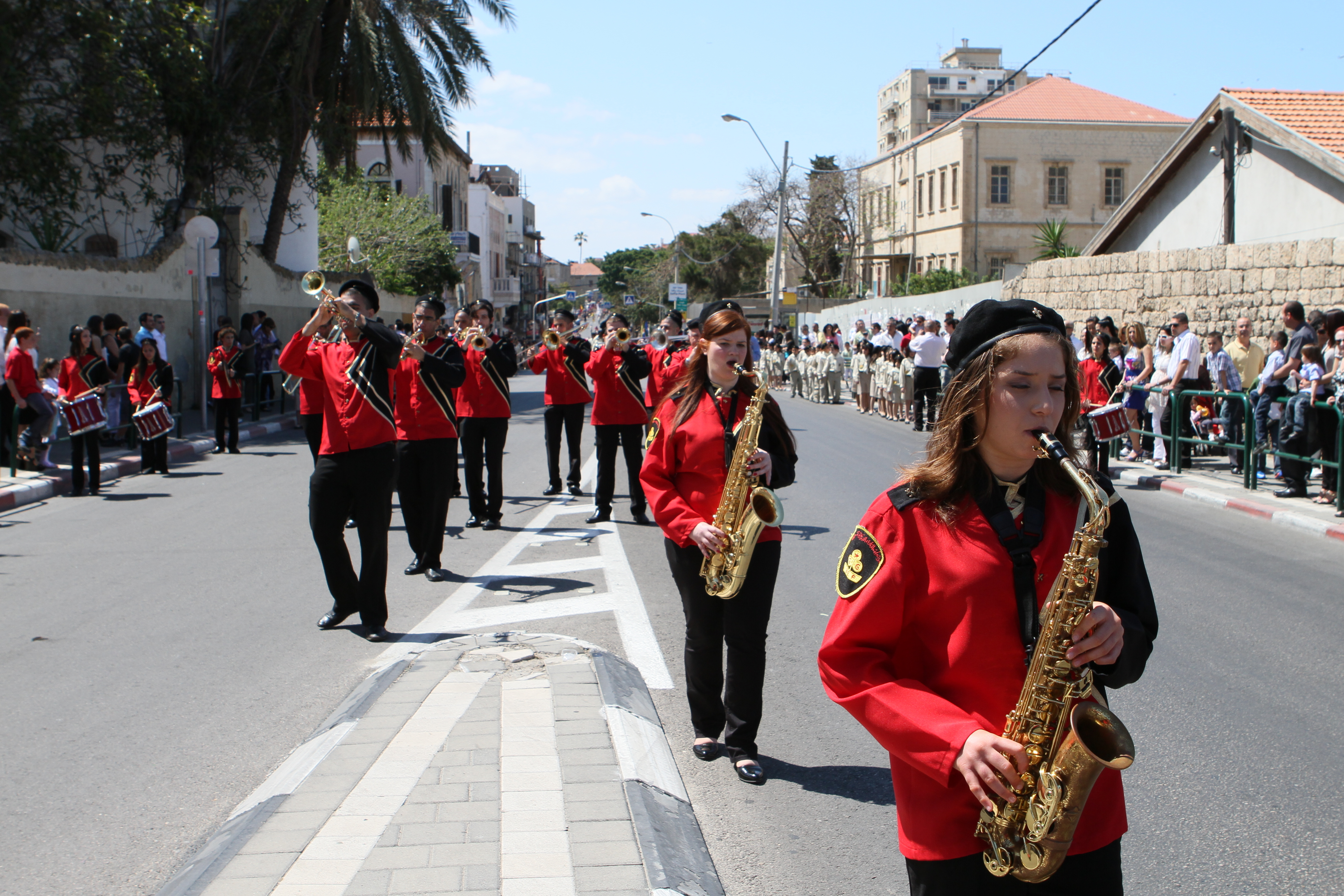
احتفالات مسيحية فلسطينية بعيد الفصح.

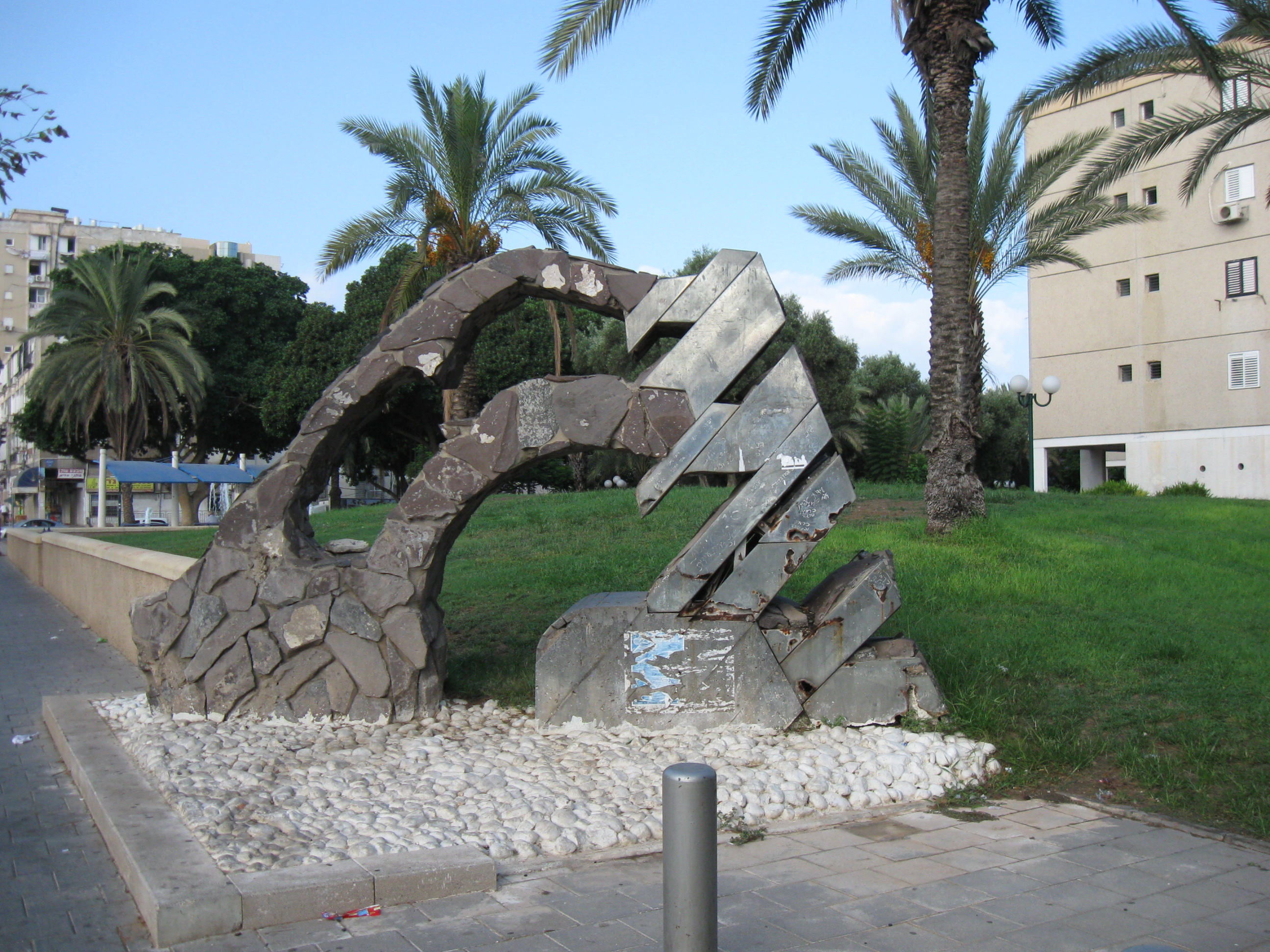
منحوتة في أحد شوارع يافا.

كانت يافا أيضا عاصمة فلسطين الثقافية بدون منازع، حيث احتوت على أهمّ الصحف الفلسطينية اليوميّة- صحيفة فلسطين وصحيفة الدفاع- وعشرات الصحف والمجلات ودور الطبع والنشر، إلى جانب احتوائها على أهم وأجمل دور السينما والمسارح في فلسطين. بالإضافة إلى ذلك، انتشرت في يافا عشرات النوادي الرياضية والثقافية، والتي أصبح بعضها صروحا ثقافية هامة في تاريخ المدينة الحديث، مثل النادي الأرثوذكسي والنادي الإسلامي. خلال الحرب العالمية الثانية، نقل البريطانيون محطة إذاعة الشرق الأدنى إلى يافا، وقد مثلت هذه المحطة أحد المراكز الهامة للحياة الثقافية بالمدينة في السنوات 1941-1948. هذا البُعد الثقافي للمدينة، ربطها بأهم المراكز الثقافية العربية في حينه كالقاهرة وبيروت، وأصبحت إحدى منارات العلم والثقافة في المنطقة، حتى لقبت بعروس البحر.
ولقد نشطت الحركة الثقافية في يافا وازهرت في القرن التاسع عشر، وأسس عدد من النوادى الثقافية منها أول ناد نسائي عربي سنه 1910، ودفع تقدم وسائل الاتصالات إلى تطور الصحافة مما جعل من يافا المناره الثقافية للمنطقه.
اشتهر تطريز قضاء يافا بدقته وأناقته، فالغرز منمقه جميله، والرسومات أنيقه معبره، والثوب غايه في الإتقان، مما يبرر شده اعتزاز نساء المنطقة بأثوابهن، وعند دراسة رسومات التطريز على ثوب هذه المنطقة نلاحظ ان وحداتها الزخرفية كانت محاطه في معظم الحالات برسومات لشجره السرو، تماما كما كانت أشجار السرو تحيط ببيارات البرتقال. ولا تزال يافا إلى اليوم تعتبر واحة ثقافية في المنطقة، بعد عدة محاولات من سكانها العرب التمسك بالثقافة والهوية العربية بالموسيقى والفن التشكيلي والطهي وغيرها من الفنون. ومن أهم هذه المحاولات كانت مهرجان يافا للثقافة والتراث الفلسطيني.
التعليم 
يعتبر المجال التعليمي والمجال الصحفي من أبرز مجالات النشاط الثقافي في مدينة يافا في هذه الفترة، حيث ازدادت أعداد المدارس بجميع المراحل، كما ظهرت مطابع حديثة، وصدرت العديد من الكتب الأدبية والعلمية وانتشرت الصحف اليافية في كل أرجاء فلسطين.
فمن الناحية التعليمية، تم إنشاء العديد من المدارس الجديدة، سواء الحكومية منها أم الأهلية، ففي حين كان عدد المدارس في عام 1930/1931 م، ثلاث مدارس حكومية منها: مدرسة للبنين، حتى الصف الثاني الثانوي، ومدرستان للبنات، حتى الصف الخامس الابتدائي، بلغ عددها عام 1936/1937 م ثمان مدارس، منها أربع مدارس للبنين حتى الصف الأول التجاري، بعد الصف الثاني الثانوي. وكان عدد طلابها 1092 طالبًا. أما المُعلمون فقد بلغ عددهم أربعة وثلاثين مُعلمًا. ثم أربع مدارس للبنات، حتى الصف السابع الابتدائي، وقد ضمت 1021 طالبة، وستًا وعشرين مُعلمة. أما في عام 1942/1943 م فقد بلغ عدد المدارس 49 مدرسة ضمت 10621 طالبًا وطالبة، و323 معلمًا ومعلمة. بينما في عام 2021 ازداد عدد المدارس ليصبح 175 مدرسة تشمل على 2,616 صفًا. ضمت هذه المدارس 61,912 طالبًا وطالبة، وبلغ عدد المؤهلين لشهادة الثانوية العامة أو ما يسمى بشهادة بجروت إلى 80.4%. تتوزع المدارس إلى قسمين:
المدارس الحكومية ومنها : مدرسة الاخوة، مدرسة حسن عرفة، المدرسة الثانوية الشاملة.
أما المدارس المسيحية التابعة لكنائس مختلفة منها: مدرسة تيراسنطة، المدرسة الفرنسية أو مدرسة الفرير (وهي مختلطة عرب + يهود)، مدرسة طابيثا الدولية، المدرسة النموذجية التجريبية.
النشاط الصحفي
| بـ"يافا" يومَ حُطَّ بها الرِكابُ تَمَطَّرَ عارِضٌ ودجا سَحابُ ولفَّ الغادةَ الحسناءَ ليلٌ مُريبُ الخطوِ ليسَ به شِهاب . |
| —شاعر العرب الأكبر الجواهري                                                                    |

الصحافة لسان الشعب في كل مجتمع، تعبر عن آرائه، وتناقش مشكلاته وتحدد اتجاهاته. وقد لعبت الصحافة في يافا في هذا العهد دورًا كبيرًا في مجريات أمورها السياسية والاقتصادية والاجتماعية والثقافية. ويدل تنوع ما صدر فيها من صحف ومجلات بين يومية وأسبوعية ونصف شهرية وشهرية – على مدى الوعي الثقافي والاجتماعي والسياسي لهذه المدينة.
الجمعيات الإسلامية ومنها :
- المدرسة الفيصلية، وكانت تتبع جمعية الشبان المسلمين في المنشية، وبلغ عدد طلابها 112 طالبًا، وتقتصر على المرحلة الابتدائية.
- مدرسة الإصلاح، مدرسة ابتدائية، تتبع جمعية الإصلاح الإسلامية، أقيمت في حي أبو كبير.
- وذلك إلى جانب ثلاث وعشرين مدرسة أخرى تتبع جمعيات إسلامية.

الجمعيات المسيحية، وكان يتبعها ست عشرة مدرسة، للمسيحيين الأجانب.
المكتبات 
ومن مظاهر النشاط الثقافي في يافا انتشار المكتبات العامة والخاصة في معظم أحياء المدينة، ومنها :
مكتبة فلسطين العِلمية، في شارع بسترس، مكتبة فلسطين، في حي العجمي، المكتبة العصرية، في شارع بسترس، مكتبة عبد الرحيم، وتقع في وسط المدينة، مكتبة الطاهر، تقع في شارع جمال باشا، مكتبة العموري، ومكتبة طلبة، كما وجدت مكتبات في الأندية الرياضية، الأندية الاجتماعية في المدينة.
المناسبات الاجتماعية البارزة في المدينة 
موسم النبي روبين: وقد بدأت الاحتفالات بهذا الموسم في زمن صلاح الدين الأيوبي، واستمرت حتى اغتصاب مدينة يافا من قبل المستوطنين اليهود، حيث يُقام الاحتفال بجوار نهر روبين، ويمكث السكان حوالي شهر في الخيام على شاطئ البحر وبين الكثبان الرملية والأشجار.
موسم النبي أيوب: يُقام سنويًا في حي العجمي قرب شاطئ البحر الجميل.

## العمارة والتخطيط

### معالم المدينة

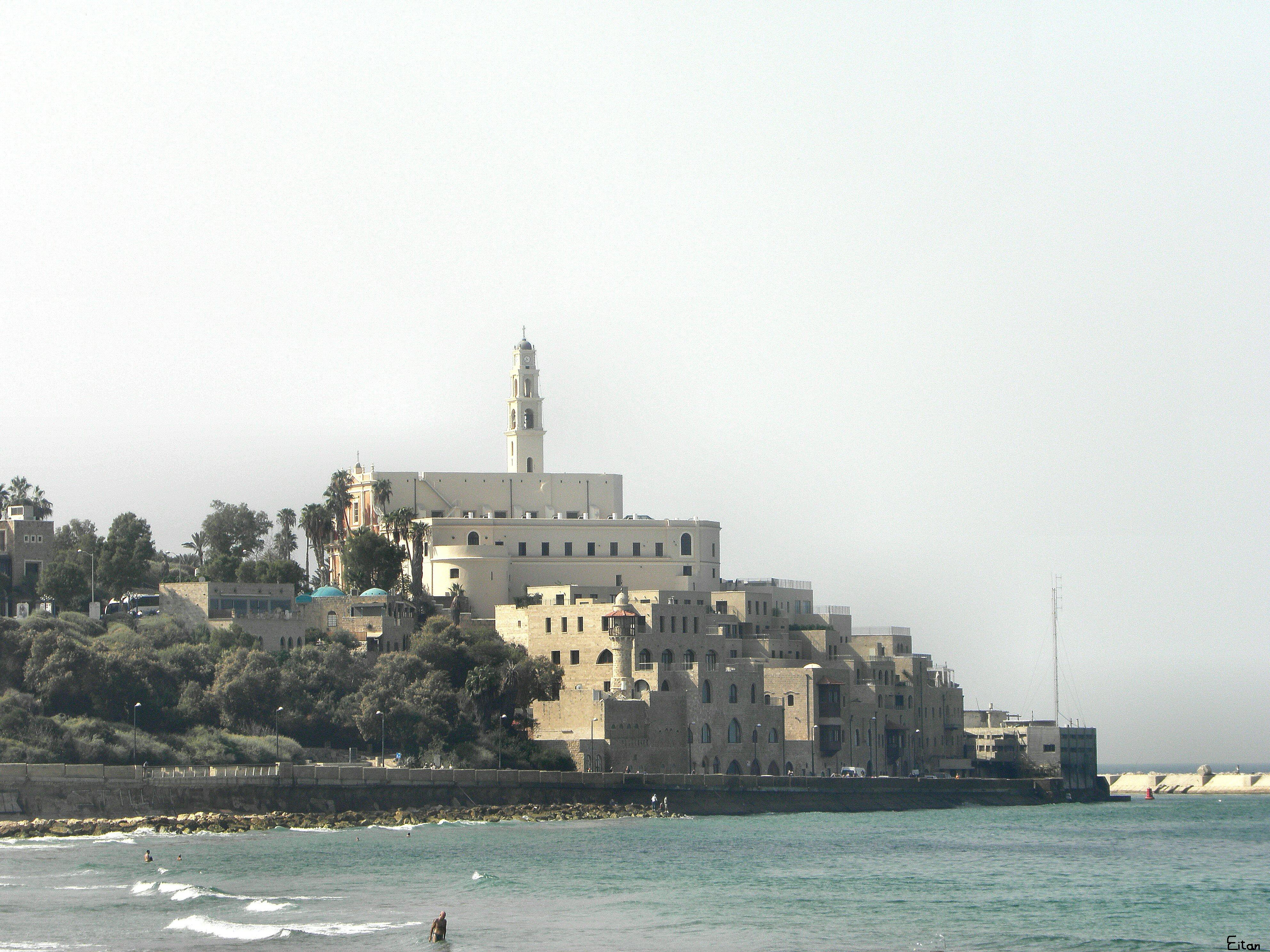
كنيسة القديس بطرس (يافا)
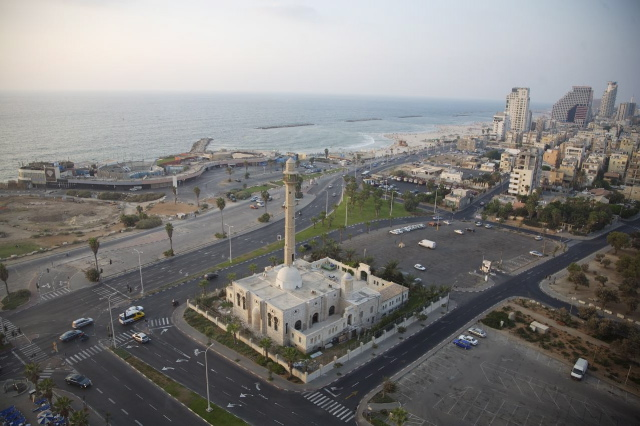
مسجد حسن بك.
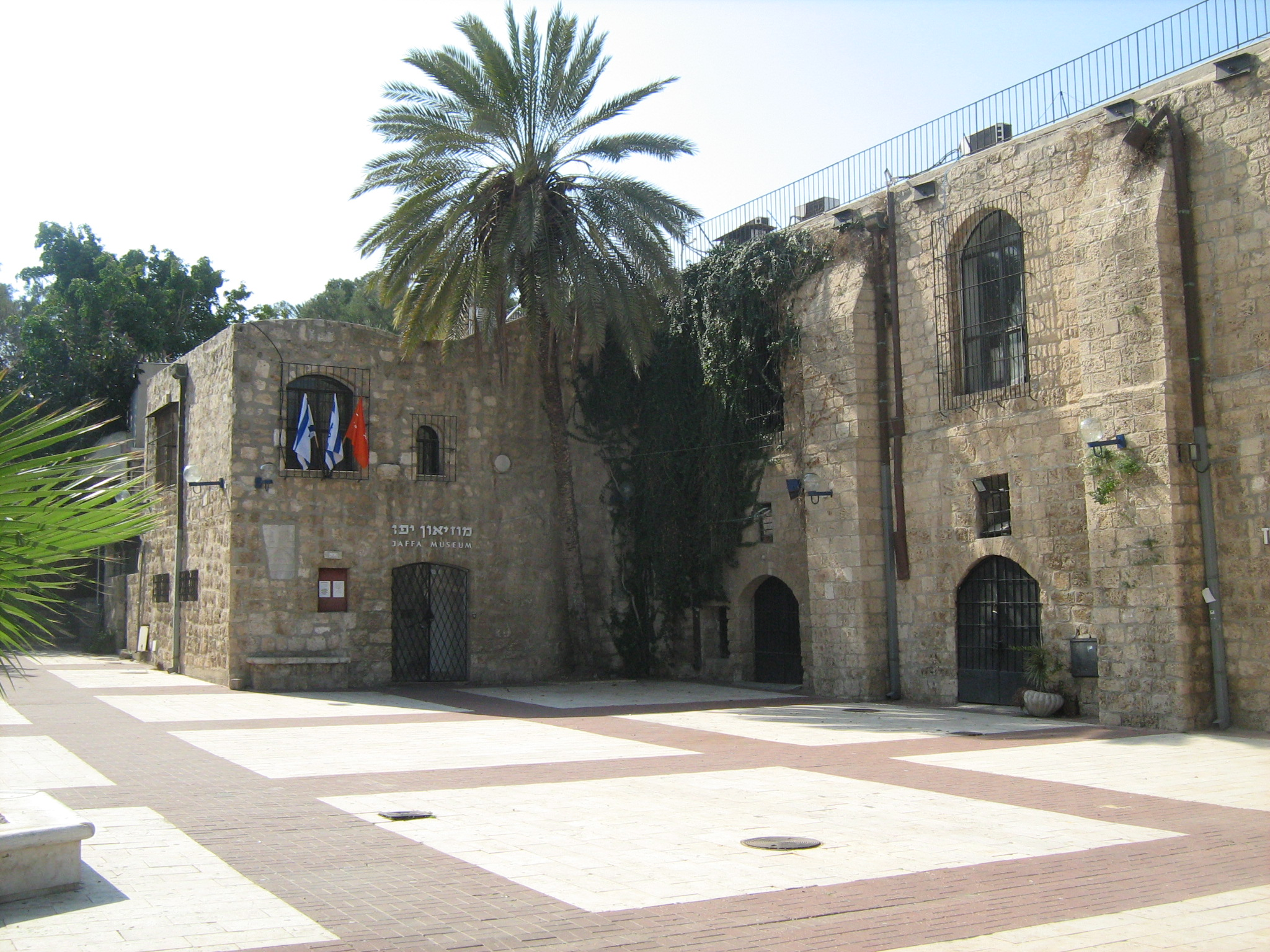
مبنى السرايا العثماني
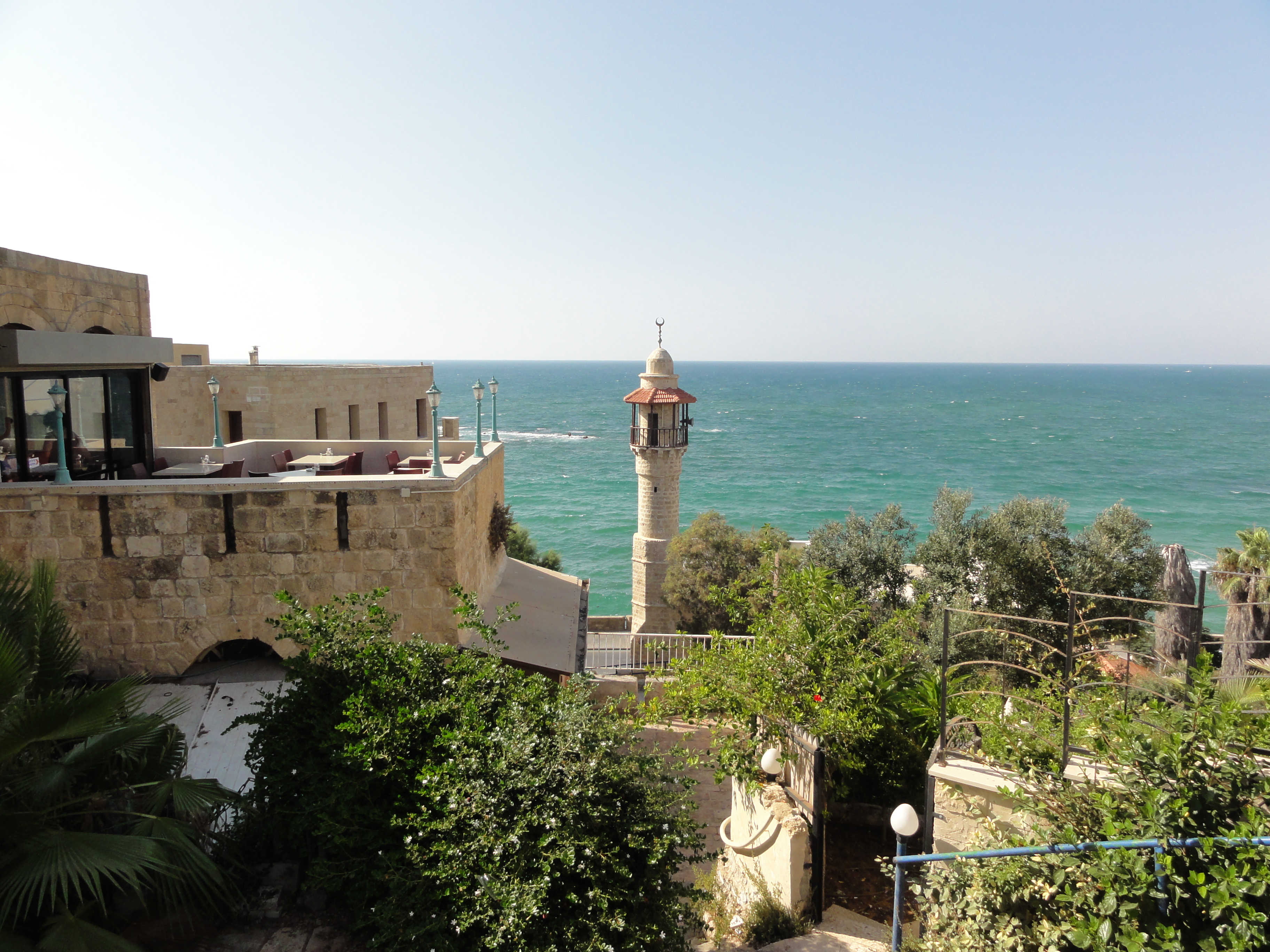
مسجد العجمي
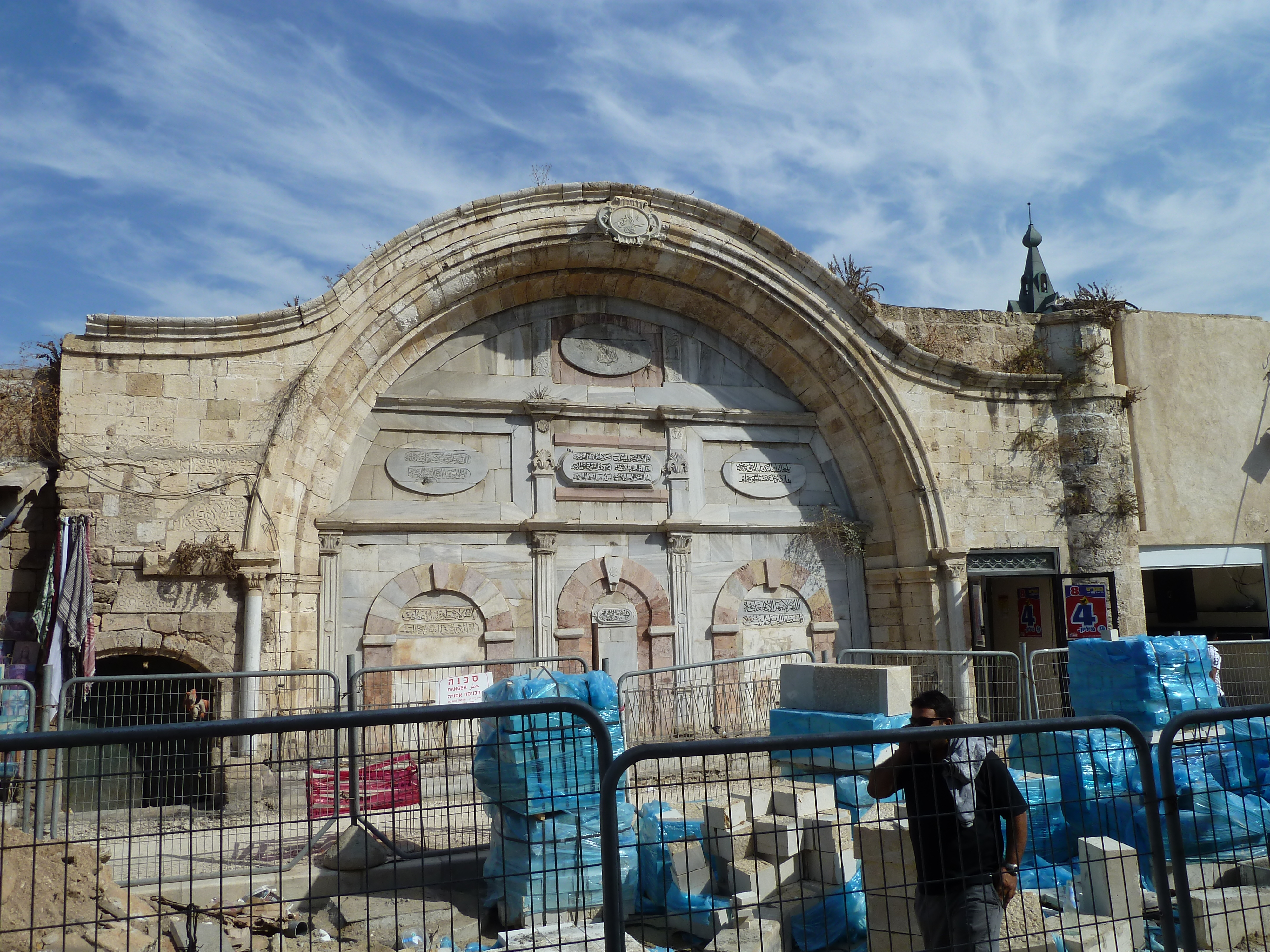
سبيل سليمان
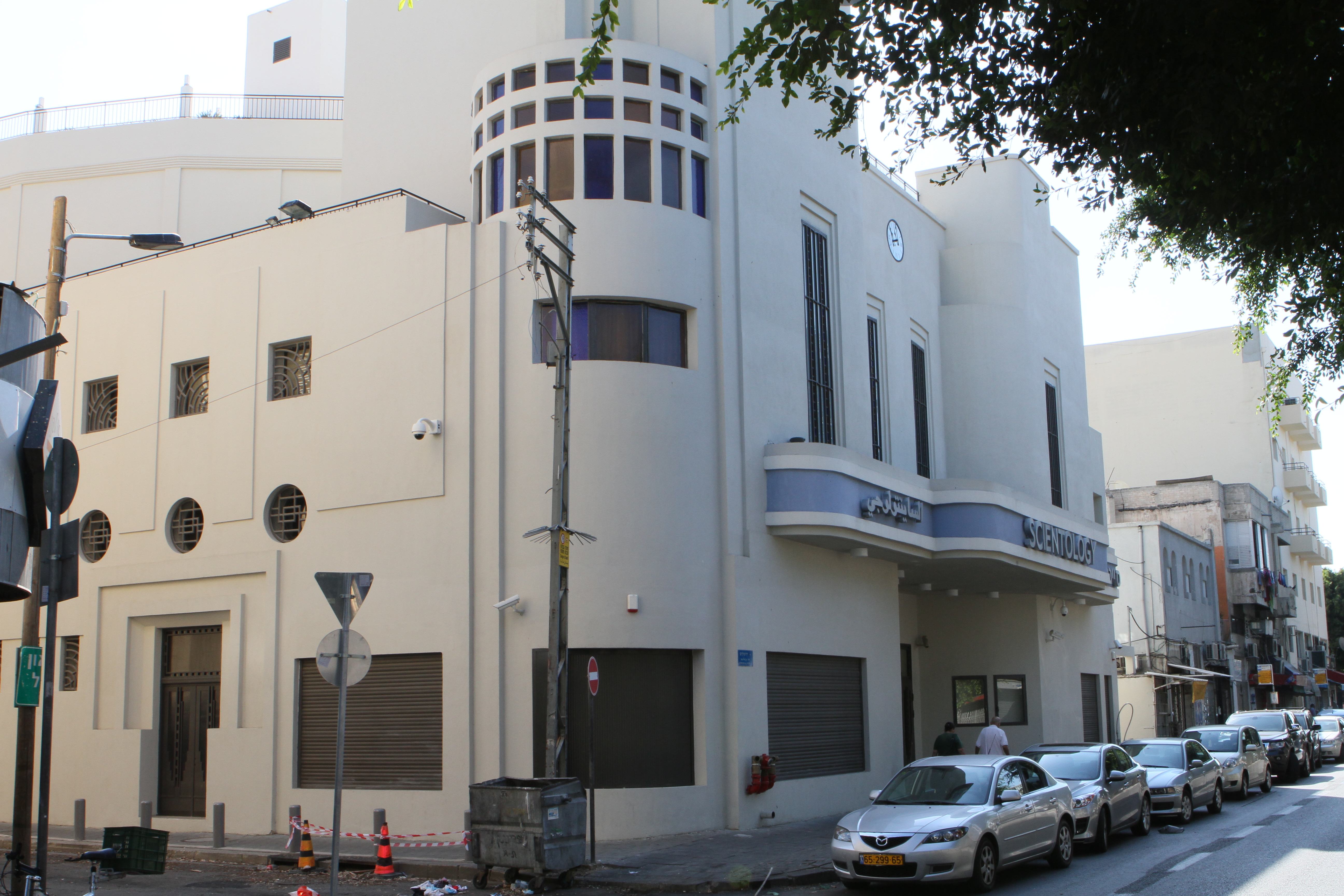
سينما الحمراء بعد أن حُولت إلى مركز السينتولوجيا

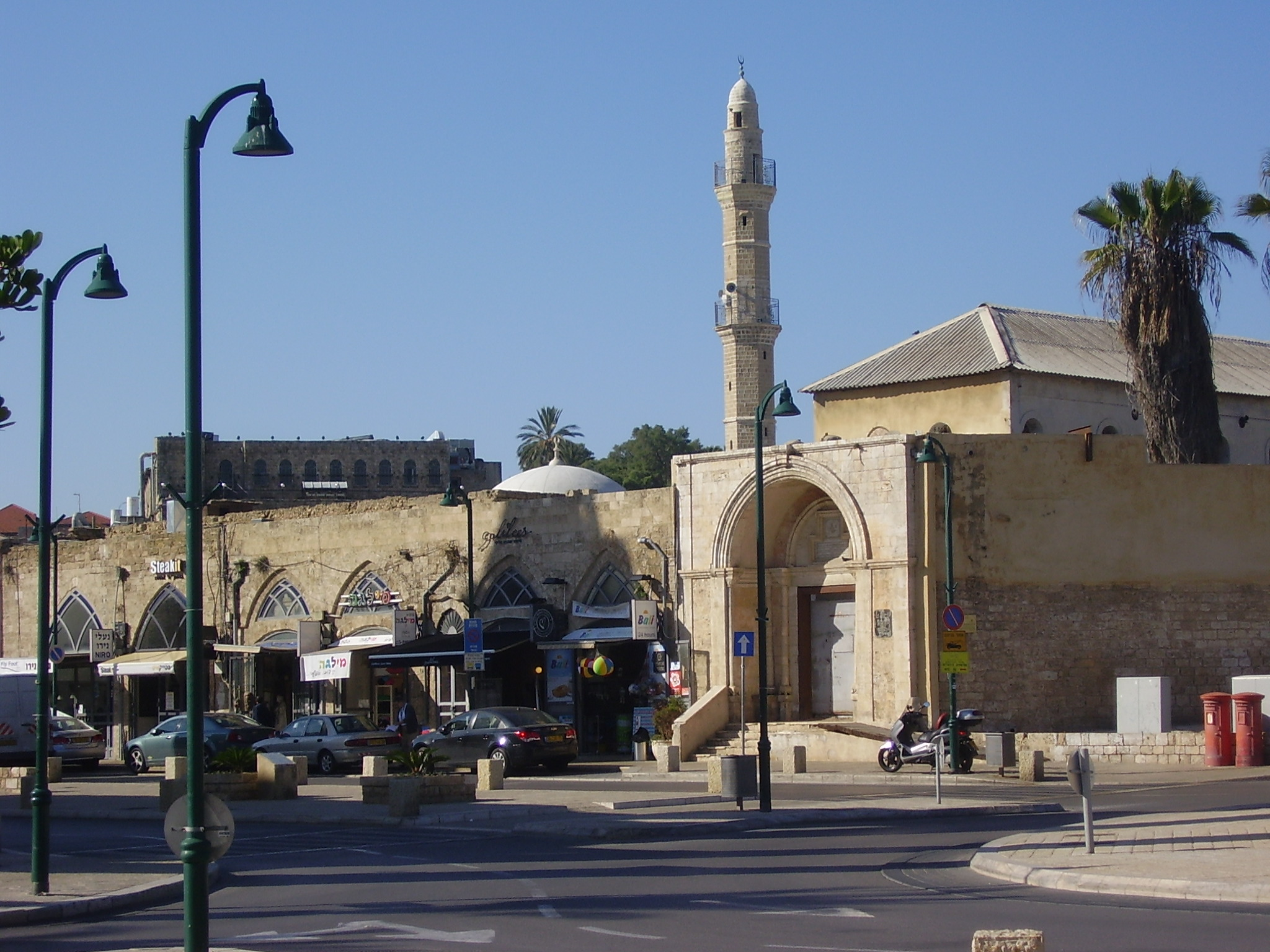
وسط المدينة التجاري، ويظهر جامع يافا الكبير

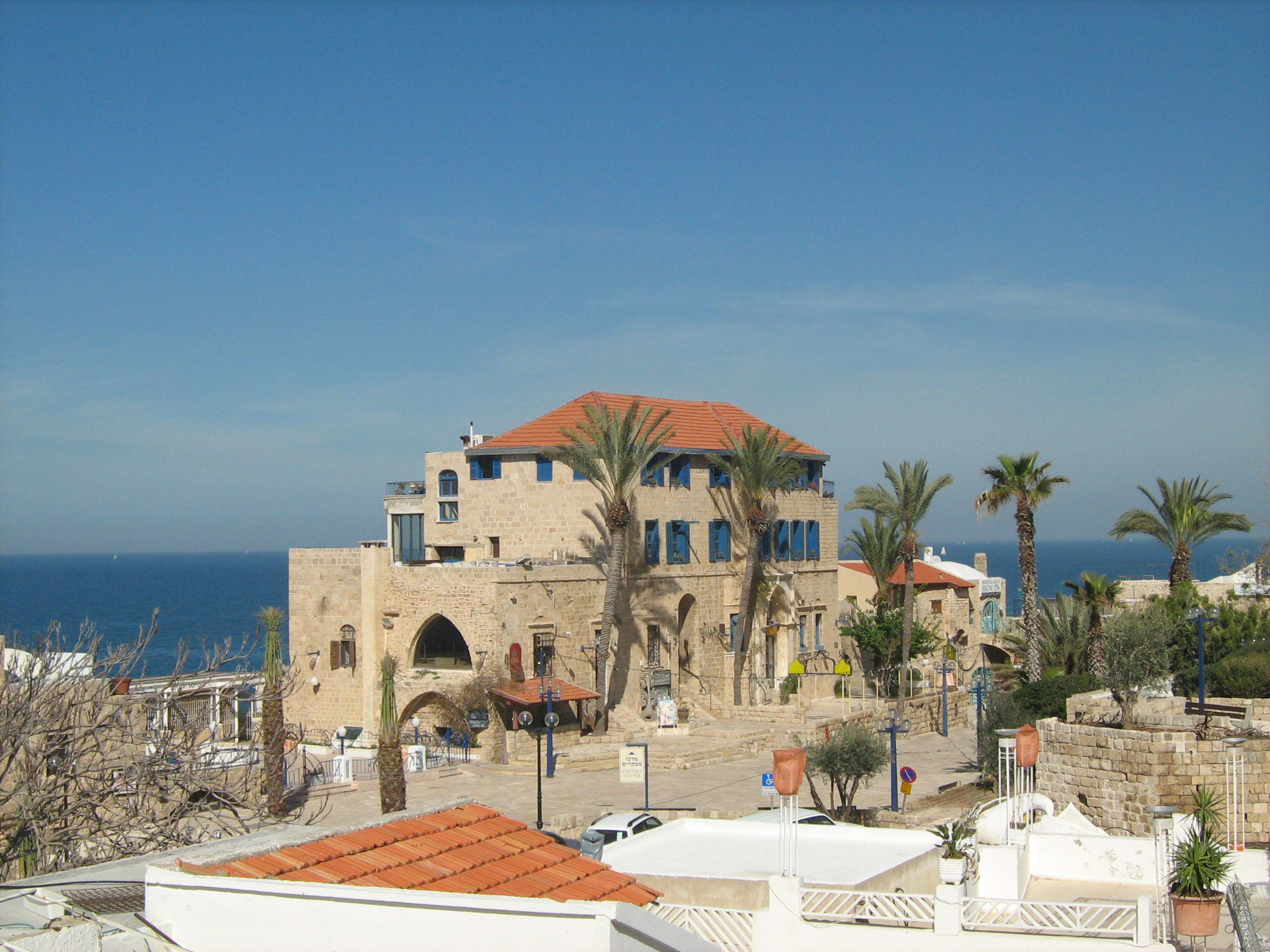
ساحل يافا التجاري.

المسجد الكبير أو مسجد المحمودية الكبير أو جامع يافا الكبير: ويقع المسجد في البلدة القديمة، ويتكون من دورين، ويمتاز بضخامته ويوجد بجواره سبيل ماء يعرف بسبيل المحمودية أو سبيل ماء سليمان باشا.
مسجد حسن بك: يقع مسجد حسن بك في حي المنشية، وهو يُعتبر الأثر المعماري الإسلامي والعربي الوحيد في الحي، بعد أن قام الاحتلال الإسرائيلي بهدم الحي بأكمله.
كنيسة القلعة: من أقدم الآثار المعمارية في المدينة القديمة ويوجد بجوارها دير. والكنيسة والدير تابعة لطائفة الكاثوليك. وهي من المعالم البارزة والمُميزة في «تل يافا» أو «تل البلدة القديمة»، ويمكن مُشاهدتها من مسافات بعيدة.
تل جريشة: وتقع شمال المدينة، وهي منطقة تشرف على نهر الجريشة، ويؤمها السكان في الأعياد والإجازات، وتمتاز بموقعها الجميل الذي تحيط به الأشجار.
تل الريش: تل يقع شرق المدينة، يبلغ ارتفاعه نحو 40 قدمًا، وتحيط به بيارات البرتقال، والمباني الحديثة.
البصة: وهي أرض منخفضة، في موقع متوسط شرق المدينة، بها خزانات للمياه العذبة، وبها الملعب الرياضي الرئيس للمدينة، حيث تقام المهرجانات الرياضية للمدينة.
ساحة الساعة: أو «ساحة الشهداء» في وسط المدينة، وبجوارها «سراي» الحكومة والجامع الكبير، والبنوك، وتتصل بالطرق الرئيسية للمدينة، ويقوم وسطها برج كبير يحمل ساعة كبيرة. وقد شهدت هذه الساحة المظاهرات الوطنية والتجمعات الشعبية ضد الاستعمار والصهيونية، وعلى أرضها سقط العديد من الشهداء.
ساحة العيد: وهي جزء من المقبرة القديمة، حيث تقام الأعياد والاحتفالات في المواسم والمناسبات.
الحمامات القديمة: وهي التي تعرف بالحمام التركي، وهي قديمة العهد في المدينة وكان أشهرها يقع في المدينة القديمة.
المقابر «المدافن»: ومنها مقبرة العجمي القديمة، والمقبرة العامة، ومقبرة الشيخ مُراد، والمقبرة القديمة، ومقبرة سلطانة، ومقبرة تل الريش، ومقبرة عبد النبي ومقبرة طاسو.
دور العبادة الإسلامية (المساجد): بالإضافة إلى المسجد الكبير، كان هناك جامع الطابية، وجامع البحر، جامع حسن باشا، وجامع الشيخ رسلان، وجامع الدباغ، وجامع السكسك، والذي حولته إسرائيل إلى مصنع للبلاستيك، وجامع البركة، جامع حسن بك في المنشية، وجامع ارشيد، وجامع العجمي، وجامع الجبلية.
دور العبادة المسيحية (الكنائس والأديرة): كان في يافا 10 كنائس تمارس فيها الطوائف المسيحية طقوسها الدينية ولكل طائفة كنيستها الخاصة. والطوائف هي: طائفة الروم الكاثوليك، وطائفة الموارنة، وطائفة الأرمن، والطائفة الاسكتلندية، والطائفة اللوثرية، والطائفة الانغليكانية، بالإضافة إلى كنيسة باسم القديس جورج، وكنيسة باسم القديس أنطوني، وكنيسة باسم القديس بطرس للفرنسيسكان. أما الأديرة الثلاثة فهي مُلحقات بكنائس القديس أنطوني، والقديس بطرس، والقديس جورج التي سبق ذكرها. ومن الكنائس المشهورة في يافا، كنيسة المسكوبية وتعرف بطامينا في حي أبو كبير.
المزارات الدينية: ومن مزارات يافا مزار طامينا، ومزار الوليين الشيخ إبراهيم العجمي، والشيخ مُراد، ويعود تاريخهما لأيام المماليك.

## الطرق والمواصلات

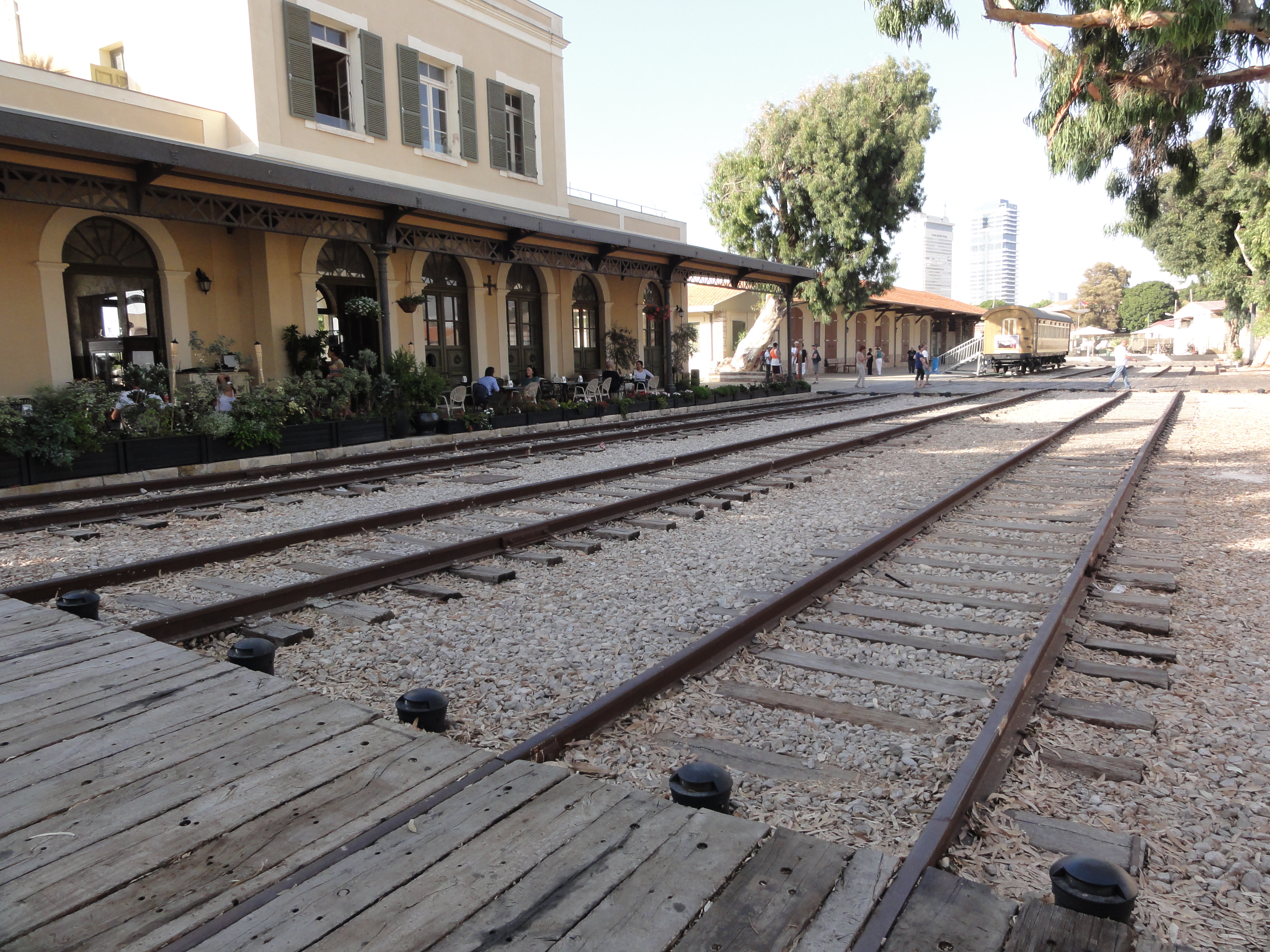
محطة قطارات يافا.

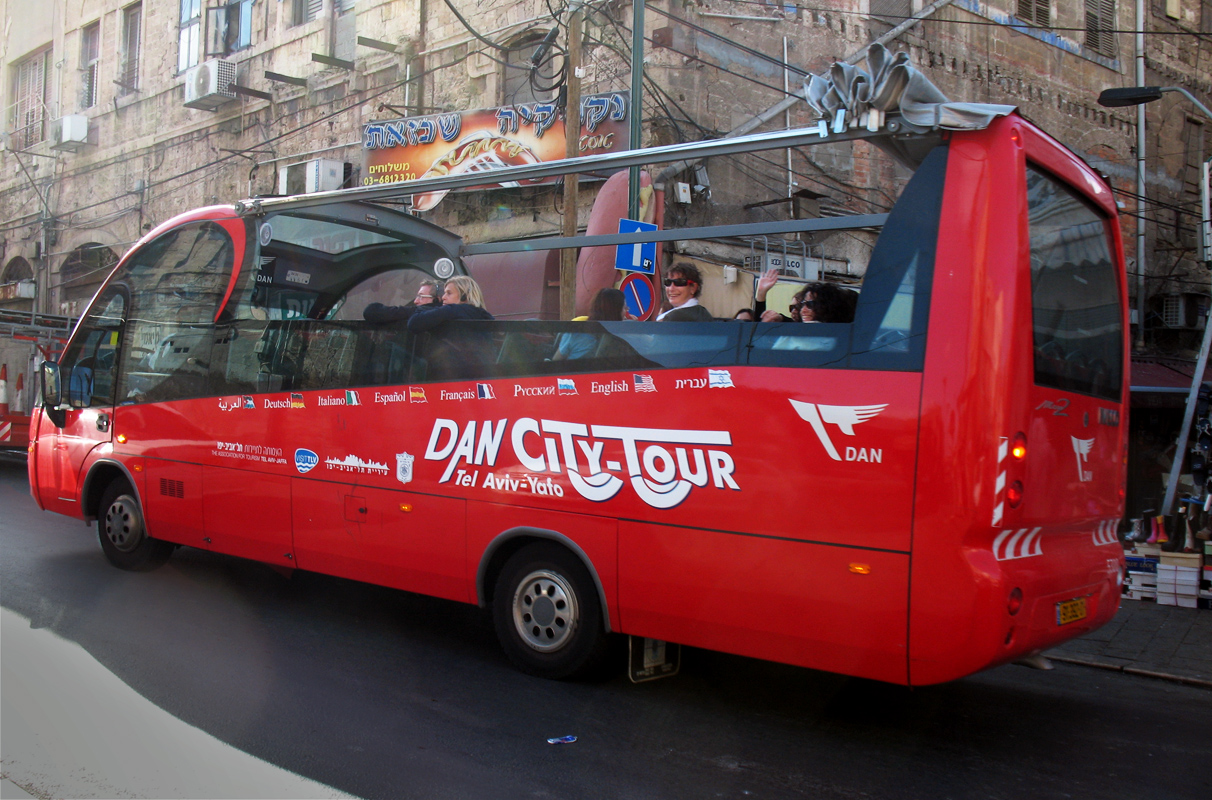
حافلة سياحية في يافا.

تقع شرق يافا الطرق الهامة عبر فلسطين من مصر جنوبًا إلى لبنان وسورية وتركيا شمالًا، وعند هذا الموقع يتفرع شرقًا طريق القدس وشق الأردن. لقد عرفت يافا السكك الحديدية منذ القرن التاسع عشر، ففي العهد العثماني - عام 1889 تحديا، نالت شركة فرنسية امتياز إنشاء خط سكة حديدية يربط يافا بالقدس وطوله 87كم، وقد افتتح عام (1892)، وكان أول خط سكة حديدية في فلسطين وبلاد الشام كلها، واستهدف السلطان العثماني من إنشائها خدمة المسيحيين القادمين من أوروبا بحرًا إلى يافا قاصدين الأماكن المسيحية المقدسة في القدس. وظلت يافا حتى الحرب العالمية الأولى ميناء فلسطين الأول، وكانت السفن تنقل إليها البضاعة وتحمل منها البرتقال والصابون والحبوب وغيرها، وكانت مصر أول الأقطار التي تصدر إليها يافا، تليها بريطانيا، فـتركيا، فـروسيا، وفرنسا.
ولما دخلت تركيا الحرب، رحل عن يافا رعايا دول الحلفاء، وقام قائد موقع المدينة بإجراء كثير من التحسينات فيها، فعمر الميناء، وأنشأ شارع جمال باشا عبر البيارات شرقي المدينة، ووسع الشوارع، وأزال سوق أبي نبوت لتسهيل الوصول إلى الميناء، وبنى جامعًا في حي المنشية قرب الشاطئ.
في عام 2011 تم افتتاح «خط قطار فولفسون» في مدينة يافا والذي يربط مناطق واسعة من الشمال وصولًا إلى يافا والجنوب، حيث استغرق العمل على إقامة هذه المحطة أكثر من عامين، وجاءت باسم «خط قطار فولفسون» لتحمل نفس اسم المستشفى «فولفسون». ومن المفترض أن يسهل هذا الخط حركة النقل والتنقل لأهالي مدينة يافا لتصبح إمكانية الوصول إلى أماكن قريبة من يافا سهلة وبعيدة عن الازدحامات المرورية التي تشهدها بعض الشوارع. كما وسيستفيد من هذا الخط العمال وأصحاب المصالح وطلاب الجامعات الذين يتعلمون في مناطق مختلفة في البلاد.

## السياحة

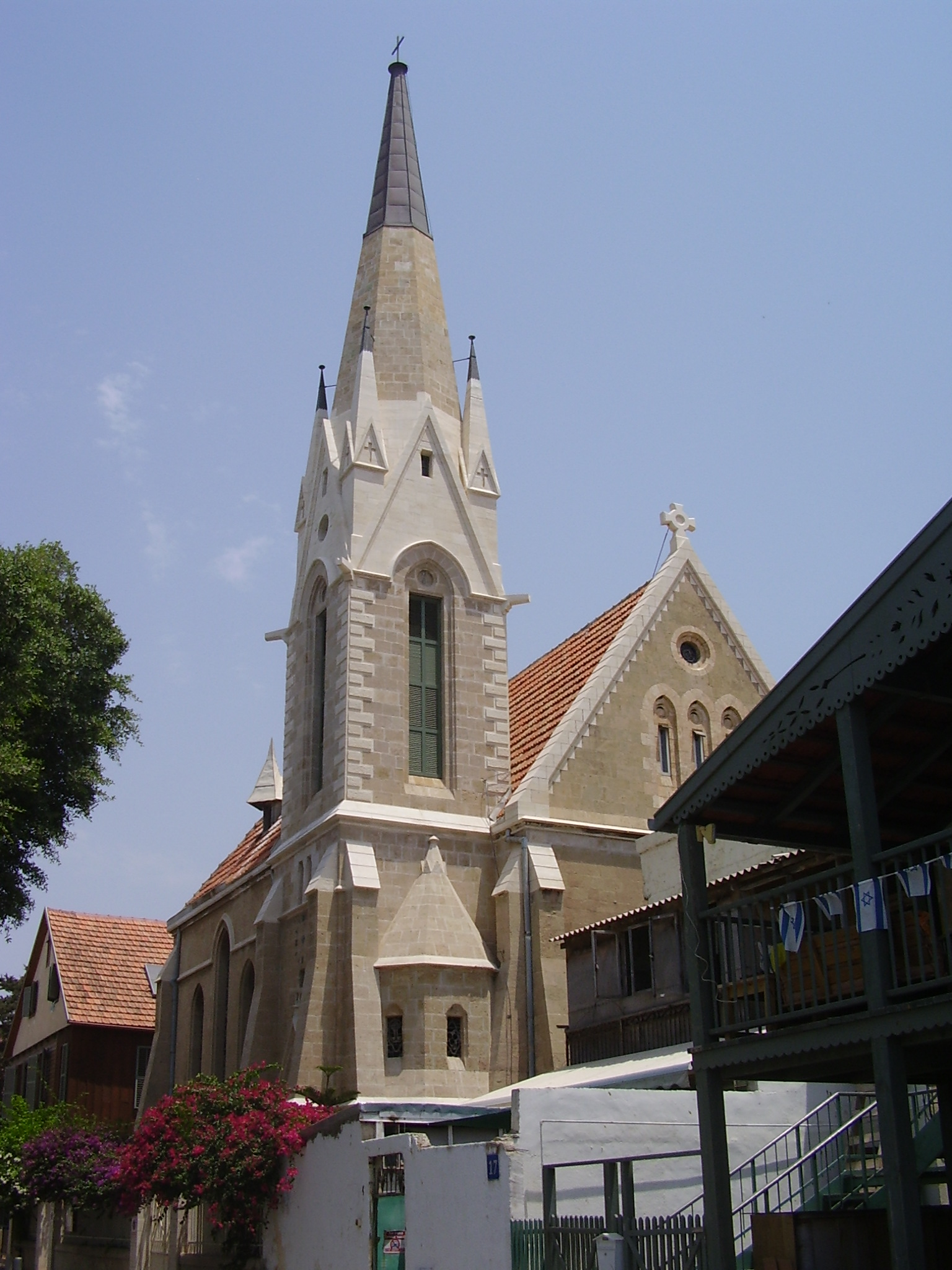
كنيسة عمانويل في يافا، بُنيت في عام 1909.

ازدهرت السّياحة في يافا منذ نهاية القرن التاسع عشر، فكانت محط أنظار السُّياح الذين يؤمّونها من داخل فلسطين وخارجها لمشاهدة الأماكن الأثرية والتاريخية وللاستجمام فوق شواطئها الجميلة وفي البساتين المحاذية لنهر العوجا.

## المدينة اليوم

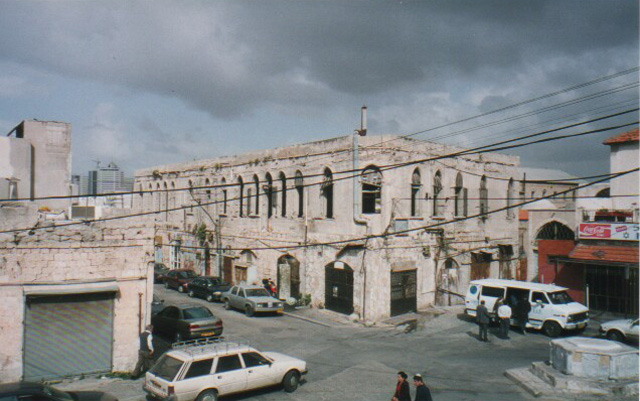
منظر لأحد الشوارع القديمة في مدينة يافا في 18 مارس 1998

عند اندلاع حرب 1948 شهدت مدينتي يافا وتل أبيب معارك عنيفة بين سكانهما، ولكن يافا وقعت في أيدي المنظمات الصهيونية المسلحة خلال فترة قصيرة نسبيا إذ كانت محاطة بتجمعات يهودية كبيرة. في 13 مايو 1948، يوم واحد قبل مغادرة البريطانيين البلاد والإعلان عن دولة إسرائيل في تل أبيب، وقع زعماء يافا على اتفاقية استسلام مع منظمة الهاجاناه التي احتلت المدينة. هجر معظم السكان العرب الفلسطينيين المدينة عن طريق البحر خارجين من ميناء يافا. في تقرير الصحافي اليهودي شمعون سامت في صحيفة هآرتس من 11 يونيو 1948 يقال أن عدد اليافيين العرب قبل الحرب كان 70 ألف نسمة، ولم يبقى منهم إلا 4400 نسمة في يونيو 1948. وحسب هذا التقرير فرضت السلطات الإسرائيلية الجديدة الحكم العسكري على يافا وحظرت الدخول فيها أو الخروج منها إلا بتصاريح خاصة. وبعد نهاية الحرب في بداية 1949 انتهى الحكم العسكري وبدأ إسكان مهاجرين يهود في المدينة. في 1958 زاد عدد الفلسطينيين في يافا وبلغ 6500 نسمة بينما بلغ عدد اليهود فيها 50 ألف نسمة. أما في 1965 فعاش في المدينة 10 آلاف فلسطيني و90 ألف يهودي، ويقدر عددهم الآن بحوالي 25 ألف فلسطيني و120 ألف يهودي.
وفي عام 2021 ارتفع عدد السكان ليصل إلى 467,875 نسمة، منهم 232,582 ذكور و235,293 إناث. ومن بين عدد السكان الإجمالي هنالك 4.8% عرب ومن بينهم 83.3% مسلمون، و15.7% مسيحيون و0.9% دروز.
في 1950 تم إلحاق مدينة يافا بمدينة تل أبيب حيث تدير شؤون المدينة بلدية مشتركة للمدينتين. أما البلدة القديمة التي بدأ دمارها في الاشتباكات بين السكان العرب وسلطات الانتداب البريطاني في 1936، ثم تكثف في حرب 1948، فقامت إسرائيل بترميمها في 1965، لتصبح وجهة سِياحية ومقصدًا ومقرًا للفنانين.

## يافا في الفن والسينما

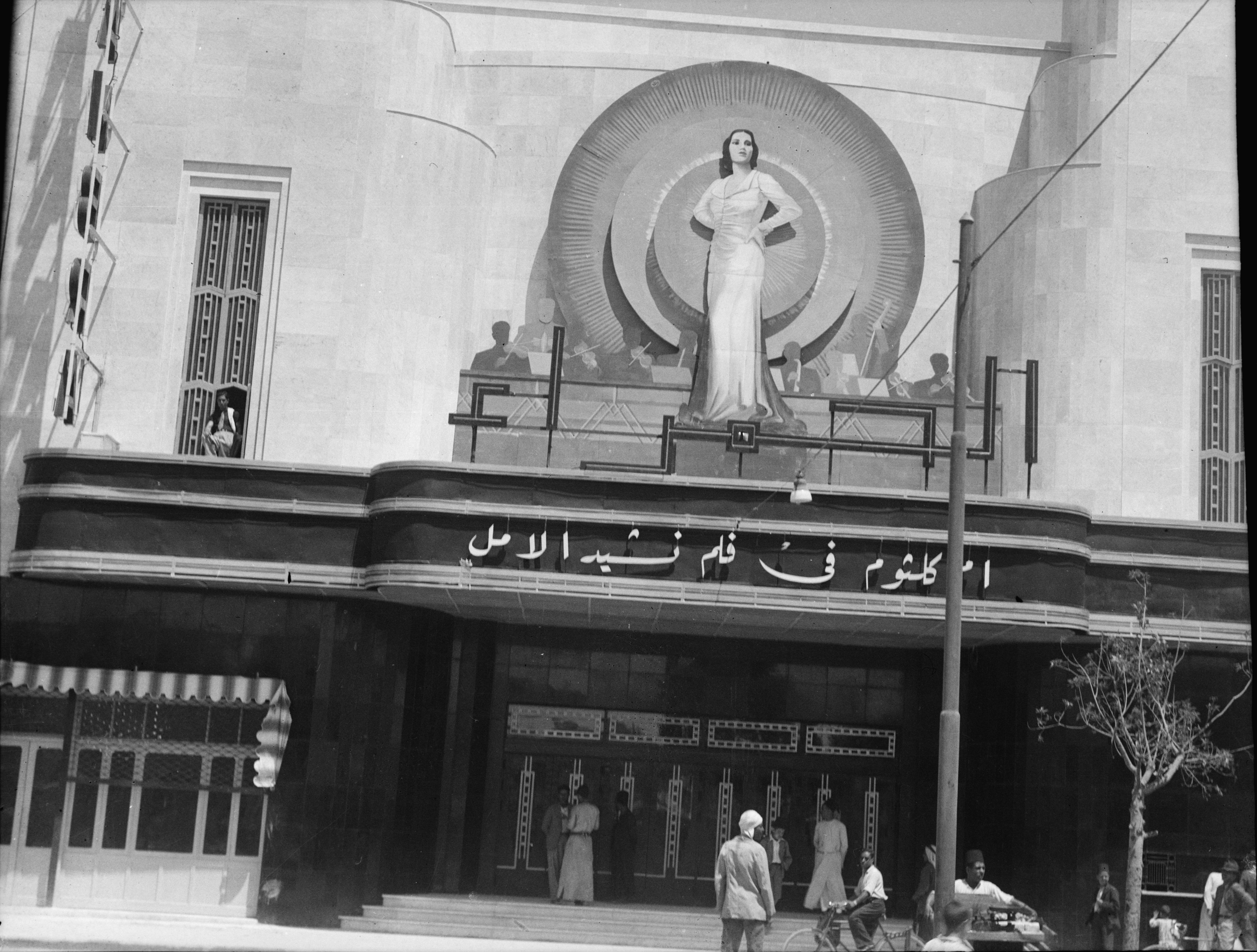
فيلم نشيد الأمل بمشاركة أم كلثوم في سينما الحمرا في يافا، صورة من مجموعة ماتسون الفوتوغرافية، 1937

تميزت يافا قبل النكبة بكثرة مسارحها[بحاجة لمصدر] وارتياد عمالقة الفن العربي للغناء فيها، ومن أشهر من غنّى فيها «أم كلثوم» والموسيقار والمطرب «محمد عبد الوهاب».
ظهرت مدينة يافا في أفلام عدة من بينها فيلم عجمي (2009) الذي صور في حي العجمي في المدينة ويحكي قصة تدور أحداثها في يافا ما بعد النكبة. وفيلم بر بحر للمخرجة ميسلون حمود، وفي عدة أفلام للمخرج الفلسطيني كمال جعفري، منها السطح (2006) وميناء الذاكرة (2009)، واستعادة (2015) ويسرد فيه التحولات التي طرأت على المدينة بعد هدمها باستخدام مقاطع من أفلام إسرائيلية وأمريكية صورت على مدار السنين.

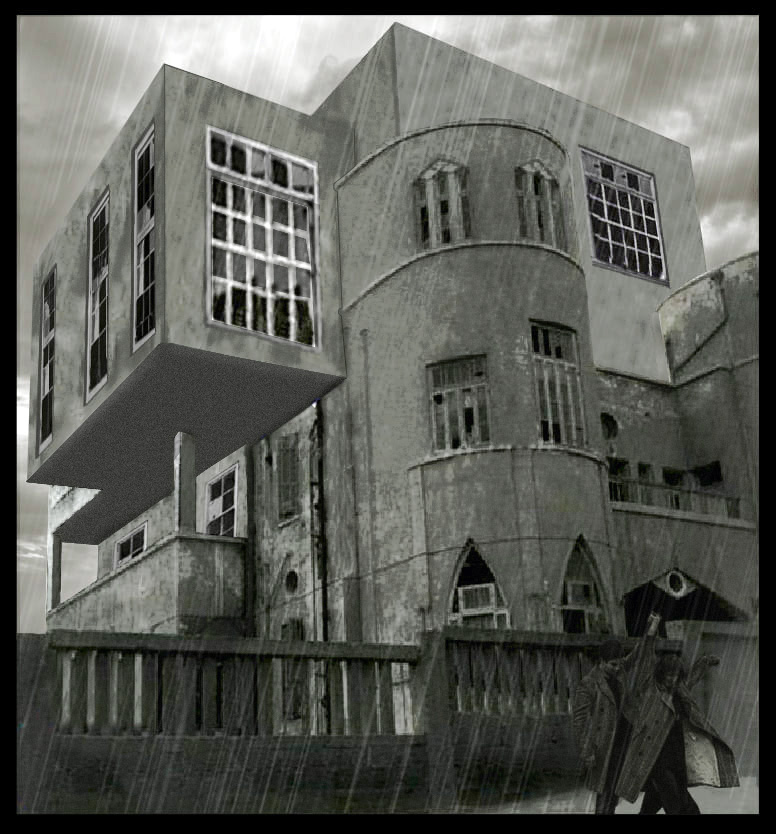
معالجة رقمية لقصر بيدس / حي المنشية

## وصلات خارجية
- مدينة يافا: موقع عام باللغتين الإنجليزية والألمانية
- صفحة يافا في موقع فلسطين في الذاكرة
- صور قديمة ونادرة ليافا. على يوتيوب
- كتاب «يافا عطر مدينة» - د. هشام شرابي
- يافا في موقع بلدية تل أبيب يافا
- مدينة يافا: من مركز المعلومات الوطني الفلسطيني
- موقع المسرح العربي-العبري يافا
- الحيوان القشري البحري المُزدوج الأرجل (الأمفيبود) من يافا